# 福岡ドーム
福岡ドーム（ふくおかドーム）は、福岡県福岡市中央区地行浜2丁目（シーサイドももち）にある、開閉式屋根を持つ多目的ドーム球場。プロ野球・パシフィック・リーグの福岡ソフトバンクホークスが専用球場（本拠地）として使用しており、日本野球機構（NPB）所属球団の本拠地球場の中で最も西に位置している。
建築面積は69,130m2、最高所は83.96mと地上7階建てとなっており、立体駐車場を兼ねる広大な外周デッキを持つこともありドーム球場の建築面積では日本一。「第35回BCS賞」受賞。
現在はPayPay並びにみずほフィナンシャルグループが命名権を取得しており、2024年4月25日より名称を「みずほPayPayドーム福岡」（みずほペイペイドームふくおか）としている。

## 概要

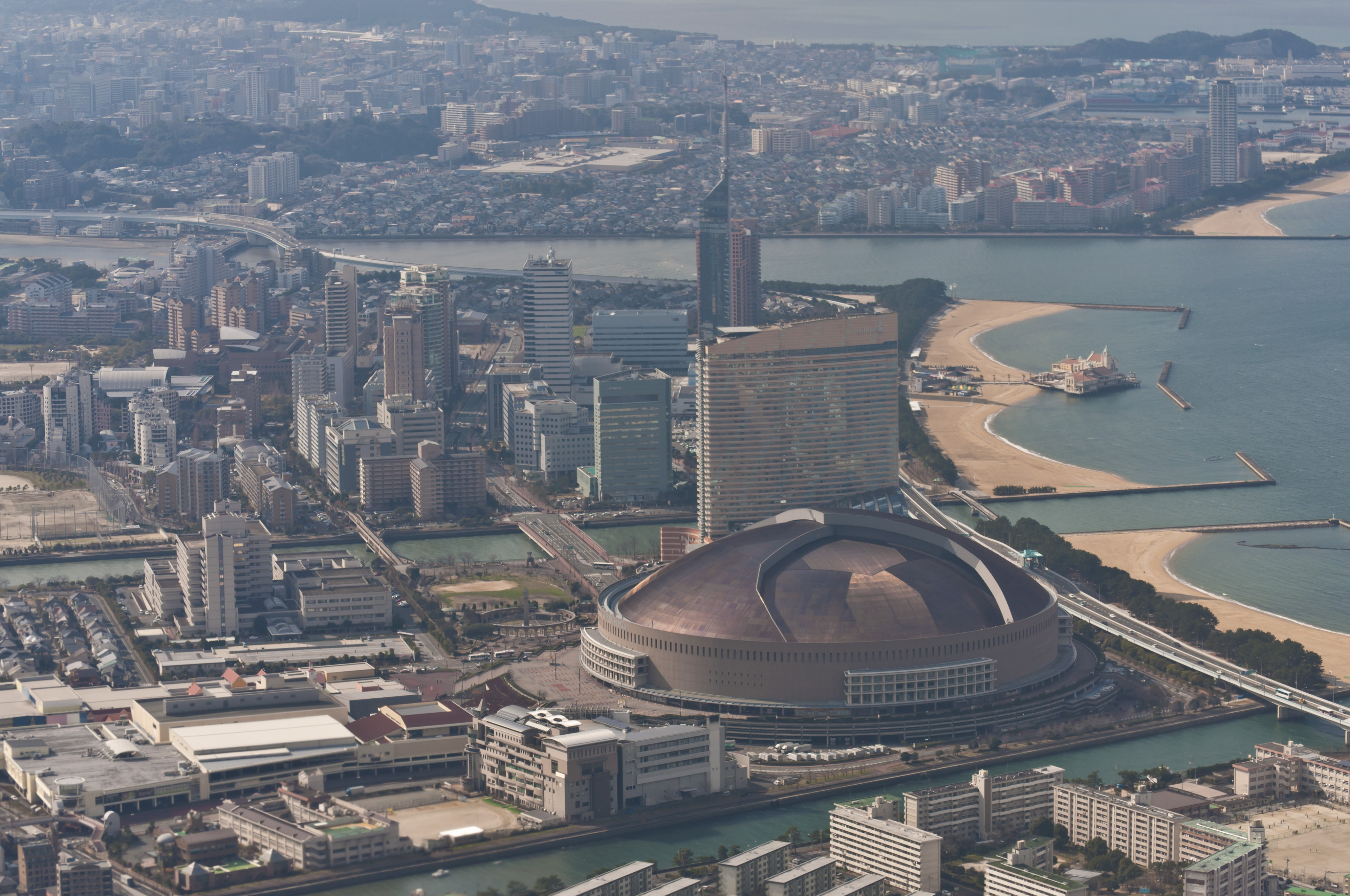
福岡ドームとその周辺（東側より空撮）

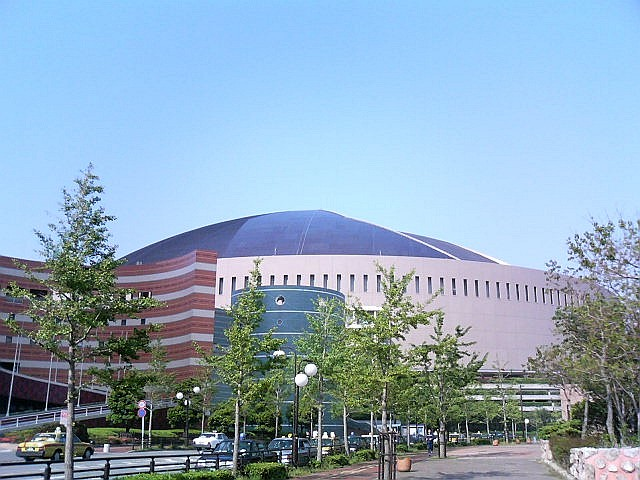
福岡ドーム外観（南西方向より撮影）

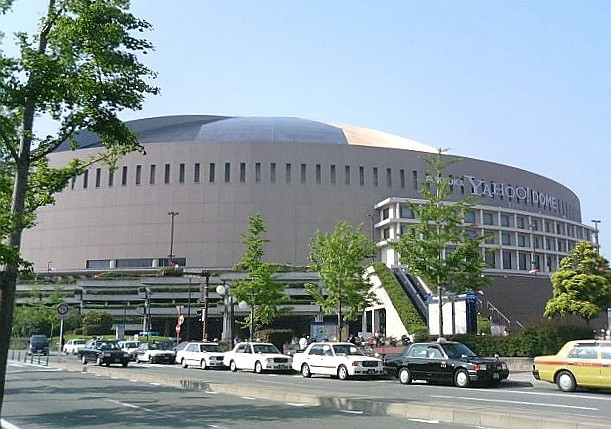
福岡ドーム外観（福岡 Yahoo!JAPANドーム時代）

1993年3月、福岡市中央区地行浜2丁目のアジア太平洋博覧会（よかトピア）会場（駐車場）跡地に、福岡ダイエーホークス（以下、“ホークス”と記述されている場合は全て球団の略称）の新本拠地として、多目的に利用できる円形球場として建造された。日本のドーム球場としては2番目に建造されており、最も南に所在する。フィールドが広く外野フェンスも高いことからかなり本塁打の出にくい球場とされていたが、2015年にホームランテラス設置に伴い、新たなフェンスが追加されたことでフェアグラウンド面積が縮小され、現在はリーグ平均より少し出やすい球場となっている。
九州地方では、敷地面積を表す慣用単位として「福岡ドーム○個分」という表現をすることがある。

### 所有企業の変遷
建造後から現在まで数回所有企業が変わっている。
ダイエー時代
初代所有企業はホークスの当時の親会社・ダイエー。建設も同社が行った（厳密な施設の所有企業は現ホークスタウンの前身である株式会社福岡ダイエー・リアル・エステート）。建設当初の構想では当時のダイエー会長・中内㓛の発案で、高層リゾートホテル（旧シーホークホテル&リゾート。後にJALリゾートシーホークホテル福岡を経て、現在はヒルトン福岡シーホーク）を間に挟み、当ドームと、同じスペック・形状のアミューズメントドーム（屋内型遊園地）を併設する“ツインドーム構想”が計画されていた。しかしダイエーの経営環境悪化から思うように進まず、結局アミューズメントドームの建設は見送りとなり、代わりに総合商業施設・ホークスタウンモールが完成。運営会社も社名を「株式会社ツインドームシティ」から「株式会社ホークスタウン」（現在の同名企業とは別会社）に変更した。
海外企業時代
2003年オフ、ダイエーが企業本体の経営悪化によりドーム、ホテル、モールを米国の投資会社コロニー・キャピタル（コロニー福岡有限会社）に売却した。2005年1月28日には50億円でダイエーより取得した球団株式譲渡と150億円で株式会社ホークスタウンより野球場等スポーツ施設の営業権譲渡契約と年間48億円（5年毎に金額見直し）の20年（球団に10年延長オプション）長期リース契約が 福岡ソフトバンクホークスマーケティング株式会社と締結された。契約金には球場の広告看板や冠協賛大会の開催なども含まれている。
2007年4月13日、コロニーキャピタルはホークスタウンをシンガポール政府系の投資会社「シンガポール政府投資公社リアルエステート」(GIC)に売却したことを発表した。ただし運営会社がそのままGICの傘下に入ったので、実際の設備や運営に変化はなかった。
ソフトバンク時代
2012年3月24日、ソフトバンクはシンガポール政府投資公社より福岡ドームを約860億円で取得することで合意した。これにより、年間約50億円の賃借費用の負担がなくなり、球場の運営を迅速に行えるようになる。
2015年7月1日、汐留エステート株式会社が信託受益権を取得し、これを譲渡された福岡ソフトバンクホークス株式会社が名実ともに福岡ヤフオクドームの所有者となった。なおホークスタウンモールについては引き続きシンガポール政府投資公社が所有、信託受益権は三菱地所が保有している。
2020年7月20日、ドーム横にエンターテイメントビルBOSS E・ZO FUKUOKAを開業。

### 命名権
2005年以降施設命名権（ネーミングライツ）が導入されており、現在までに球場名称が複数回変更されている。
福岡 Yahoo! JAPANドーム（2005年2月25日 - 2013年1月31日）
ソフトバンクがホークスの親会社になったのを機に、ソフトバンクの子会社でありポータルサイトYahoo! JAPANを運営するヤフーが命名権を取得。2005年2月25日より名称が「福岡 Yahoo! JAPANドーム」（ふくおか ヤフー!ジャパンドーム、通称「ヤフードーム」）となった。当時交わした契約期間は5年で契約金は25億円。なお、ソフトバンク（ヤフー）は前年までグリーンスタジアム神戸（現・ほっともっとフィールド神戸）の命名権を取得していたが、ホークス買収と本球場の命名権取得に伴い契約を更新せずに手放している。
福岡 ヤフオク!ドーム（2013年2月1日 - 2020年2月28日）
2013年1月25日、同年2月1日よりドームの名称をYahoo! JAPANのサービスのひとつであるYahoo!オークションに由来する「福岡 ヤフオク!ドーム」（通称「ヤフオクドーム」）に変更することを発表した。当初は球場名の英字表記が「Fukuoka Yafuoku! DOME」となっていたが、後に「Fukuoka Yahuoku! DOME」に変更された。
福岡PayPayドーム（2020年2月29日 - 2024年4月24日）
2019年11月1日、PayPay株式会社が命名権を取得し、2020年2月29日より名称を「福岡PayPayドーム」（ふくおかペイペイドーム、通称「PayPayドーム」「ペイペイドーム」）に変更することを発表した。
みずほPayPayドーム福岡（2024年4月25日 - ）
2024年4月25日、それまでのPayPayに加えてみずほフィナンシャルグループが連名で命名権を取得し、同日より名称を「みずほPayPayドーム福岡」（みずほペイペイドームふくおか、通称「みずほPayPayドーム」）に変更。これは日本のプロ野球球場の1軍本拠地における初の連名ネーミングライツ契約となる。ソフトバンクグループに属さない外部企業が本球場の命名権を持つのもこれが初。

## 施設概要

### 施設データ
※施設概要を参照
- 所在地：福岡県福岡市中央区地行浜2丁目2番2号
- オープン：1993年4月2日
- 収容人数：40,062人（プロ野球開催時）※うち車椅子席は総数65席。
  - コンサート開催時は52,500人、バックスクリーン部分を含んだ消防法上の実数定員は現在不明。
- 建築面積：70,000 m2
- 延床面積：176,000 m²
- 高さ：83.96 m（地上7階）
- 直径：212m（突出部除く）
- 屋根の開閉時間：20分
- 両翼：100 m、中堅：122 m、左右中間：110 m （2014年までは116 m）
- 外野フェンスの高さ：4.2 m （2014年までは5.84 m）
- グラウンド面積：1万3,500 m²（フィールドシート・2015年の外野新規フェンス設置以前の数値）
- フィールド面からの高さ：68 m
- 内・外野ともロングパイル人工芝・「フィールドターフHD」
- メインスコアボード：LED全面フルカラーフリーボード（縦9.984 m×横52.992 m）
- 照明灯：668台（フィールド照明554台、空間照明90台、客席照明24台）[15]

### フィールド
グラウンドの広さは公認野球規則2.01の規定を満たす両翼100m、中堅122mとなっている。建造時の左右中間はパ・リーグ公式HPによれば118mであり、両翼と中堅が同じような数値となっている他の球場よりもやや深い。ただしドーム全体が真円形であった場合の数値に近い115.8mという説、116mとするものもある。2015年のホームランテラス設置後の左右中間は約110mと日本プロ野球の本拠地としては最も短く、直線的な外野フェンスを持つ東京ドームに酷似したフェアグラウンド形状となっている。
日本にある球場としてはファウルグラウンドが標準的な広さとなっていたが、フィールドシートの設置以後は外野部分が非常に狭くなっている。フィールドシートのフェンスが低いため、一塁手や三塁手の後方で跳ねたフライがスタンドに入るエンタイトルツーベースが増えるようになった。
フィールド面には開場から、ショートパイル人工芝の大塚ターフテック社製グランドターフ（2003年に一度張替え）が敷かれていたが、2009年よりフィールドターフ・ターケット社製ロングパイル人工芝「フィールドターフOSI」を導入。2017年には新ロングパイル人工芝「フィールドターフHD」に張り替えた。

#### 外野フェンス
内野下段にある可動席が外野席の前にスライドしてくるシステムのため、元来の外野フェンスが非常に高く5.84mとなっていた。2008年には、ラバーをメジャーリーグベースボール（MLB）の各球場などで採用されている、衝撃吸収性に優れた柔らかいソフトラバーフェンスに張り替えている（本塁後方のフェンスも含む）。更にオフシーズンに、2009年からホークス監督となった秋山幸二の「球場内のイメージを明るくしたい」という要望により、外野フェンス上半分がバックスクリーン直下を除いて明るい緑色に塗り直された（一塁側ダッグアウトの天井も空色に塗り替えられている）。しかし、オープン戦でその色合いが不評であったため、公式戦開幕直前に下から上に明るくなっていくグラデーションに塗り替えられた。また最上部に関しては、審判団より「明るい色では本塁打の判定に支障が出る」と指摘されたため、元のダークグリーンに塗り直している。2015年追加の新規フェンスは高さ4.2m（ラバー2.7m、ネット1.5m）で、従来のフェンスは撤去されないが色は戻される。
毎年行われている鷹の祭典（2024年からは「鷹祭 SUMMER BOOST」）では、バックスクリーンの広告やホームベース以外の塁がユニフォームと同じ色に変更される。

#### ファウルポール
2022年シーズン、グラウンドの両翼に設置されているファウルポールのネーミングライツ契約を福岡の食品加工会社マルタイと締結。同社の主力製品である棒ラーメンにちなんで「マルタイ棒ラーメンポール」と命名された。ホークス主催の公式戦においてホークスの選手がポールに打球を当てた場合、マルタイから棒ラーメン1年分が贈呈される。ファウルポールに対するネーミングライツ契約は日本初とされる。

### スタンド

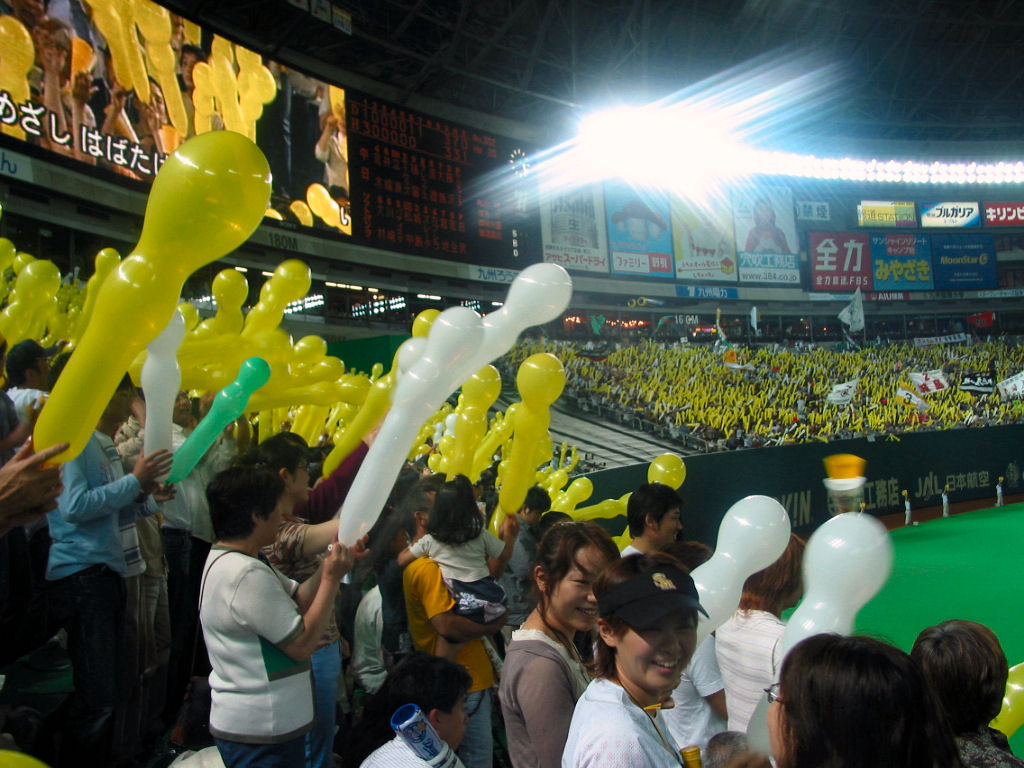
ジェット風船を持ち応援する外野席のファン

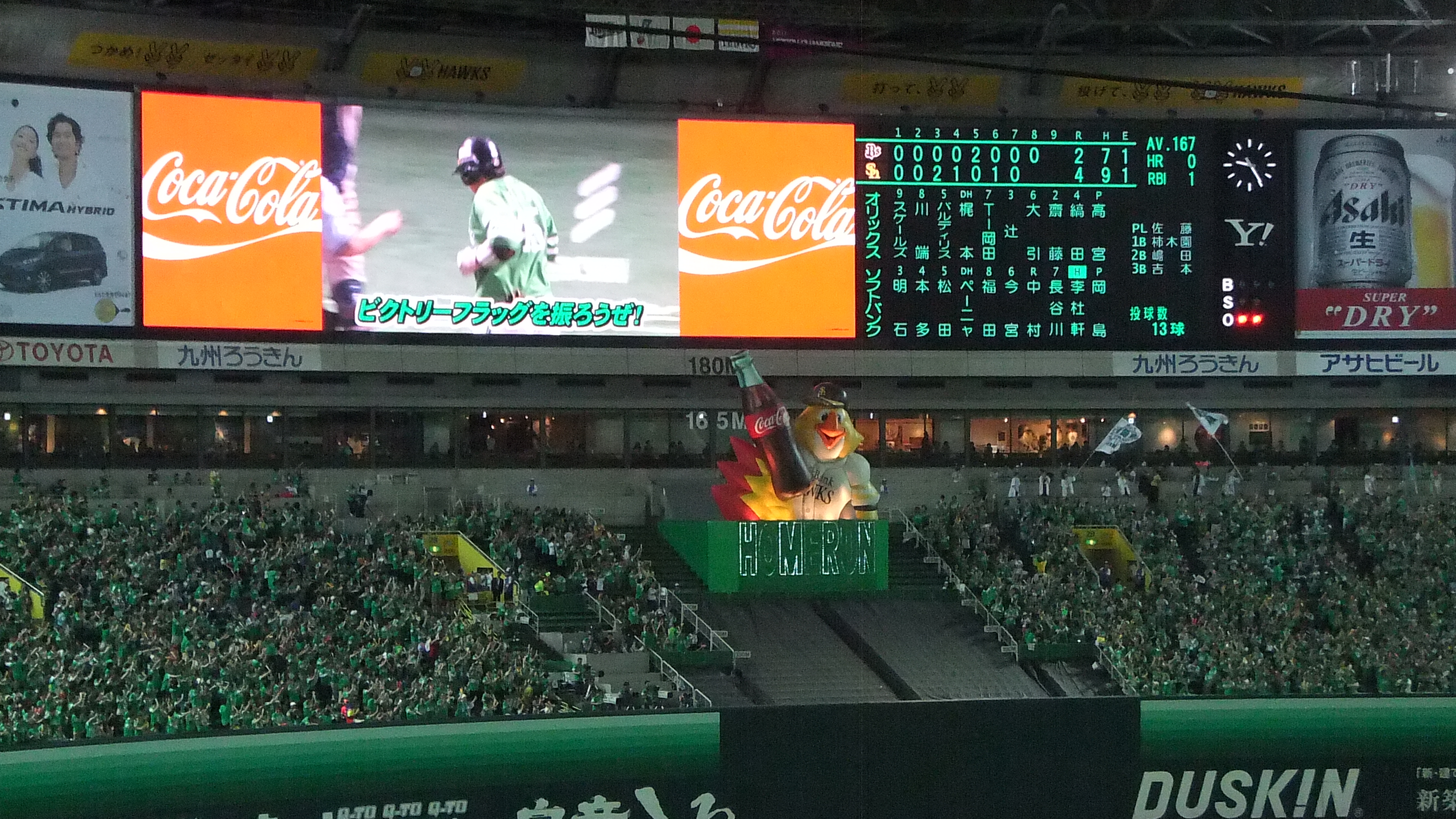
ホームラン時に出現するハリーホークのバルーン。同時に「HOMERUN」の文字が点滅する。鷹の祭典時のため文字の色が変更されている

スタンドは1960年代から1970年代にアメリカで流行し、日本では横浜スタジアムで採用されたフットボール兼用式のものとなっている。フットボールの開催時には内野下段可動席が外野側にスライドし（移動部分の人工芝は撤去）、平行に向き合う角度まで移動する。外野フェンス上部にある扉（両翼に5つずつ）やバックネット裏スタンド両脇にある柵はその時に使用されるものである。ただし実際に使用されたことは少なく、また2009年より採用されたロングパイル人工芝は撤去・再敷設に手間がかかるため、横浜スタジアムと同様に事実上廃止となった可能性もある。なお2008年に増設されたフィールドシートエリアの取り外しは可能となっている。
座席はフィールドシートエリアを除き内野席・外野席とも緑色である。内野席には跳ね上げ式の背もたれとカップホルダーがあるが、外野席には背もたれがない。2006年オフ、内野バックネット裏下段席にテンピュールのクッションが備え付けられ、2011年オフには内野バックネット裏の座席を「プレミアムシート」として座席を座・背クッションがついたものに取替えている。プレミアムシート両脇には仕切りが設けられ独立したエリアとなっている。
スコアボードの下にも座席が設けてあり、野球開催時以外に使用される。野球開催時には下段側を黒系の幕で覆って事実上のバックスクリーンの代用としている。1993年の開場当初のオープン戦では上段の部分だけ観客に開放していたが、バックスクリーンとしての機能が低下するという意見があり上段も全面立ち入り禁止となった。2010年6月12日・13日の対巨人戦ではチケット販売における不手際があり、これに対処するためにバックスクリーンの両側340席を急遽設定した。なおバックスクリーン中央部にはホークスのホームラン時に出現する巨大ハリーホークの装置が置かれている。
他の都心部の球場で制限されている「午後10時以降の鳴り物応援禁止」は行われておらず、試合終了が22時を過ぎても花火、ルーフオープンショー（内野席上の屋根からのキャノン砲を使った紙テープ祝福も）は行われている。ジェット風船飛ばしは国内にある密閉型ドームの中で唯一開場時から認められている（京セラドーム大阪・札幌ドームは途中からの解禁、ナゴヤドームはジェット風船デーでの試合日に限り解禁）。ただし2009年のシーズンの大半は新型インフルエンザ感染拡大・2020年のシーズンはCOVID-19感染拡大を防ぐため、他球場同様に観客へ自粛のお願いが出された。ただ、2023年から福岡ペイペイドームで専用ポンプを使ったジェット風船を使用することを許された。

#### コカ・コーラシート

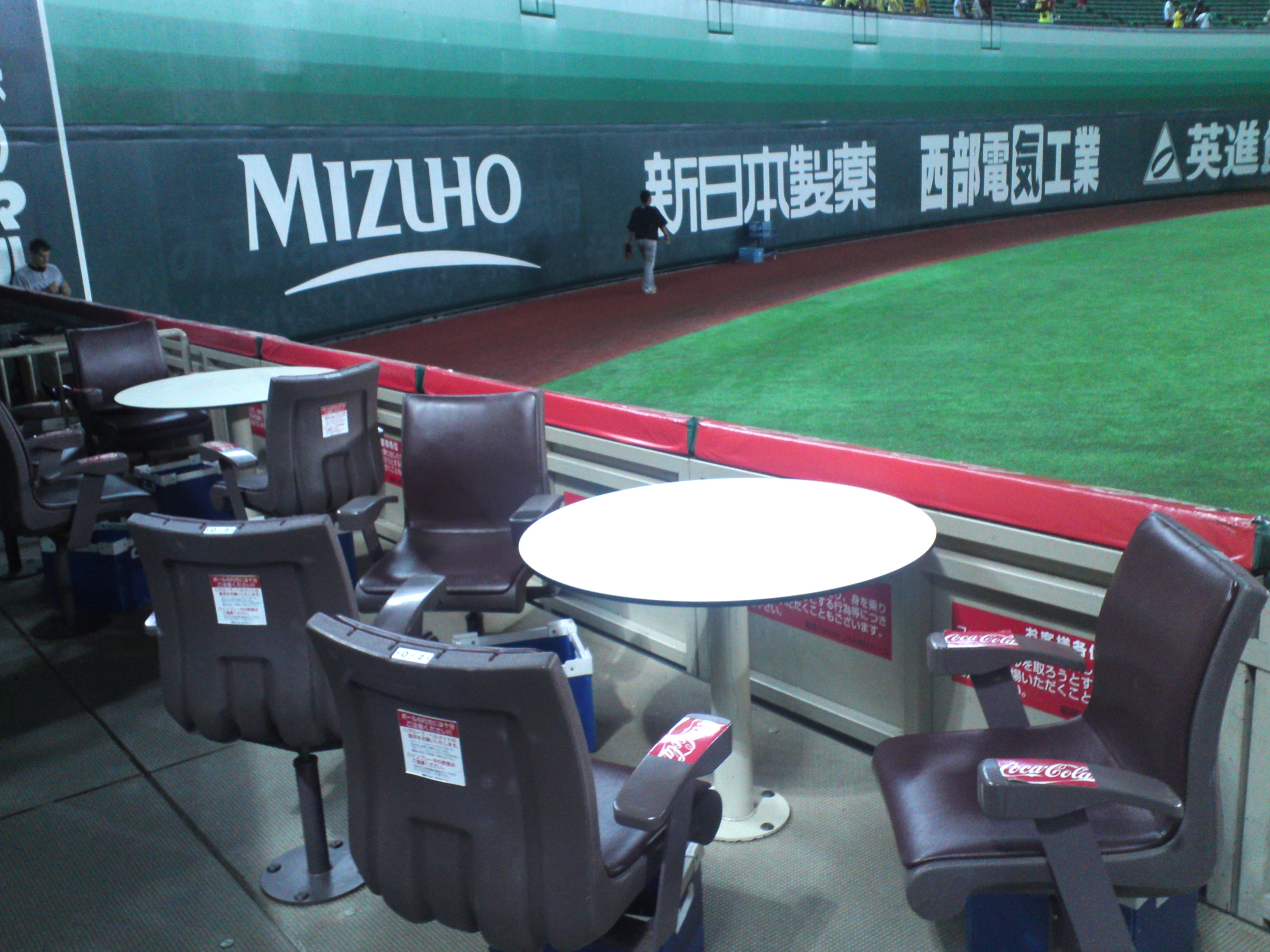
コカ・コーラシートの例 コカ・コーラファミリーシート

2005年オフに増設されたフィールドシートである。ネーミングライツ購入社はコカ・コーラウエストジャパン（現:コカ・コーラウエスト）である。
ホークス主催試合では価格が他球場の2倍近い料金に設定されており、最安値の席でもそれまで最高値のバックネット裏下段と同料金という高額なチケット料金が設定されている（上位クラスの座席では、座席一つあたりの占有面積が広いことや革張りの座席を使用しているためである）。しかしフィールドシートはいずれの席種も座席数が少なく、チケット発売と同時に売切れてしまうことがほとんどである。
2006年オフには3人掛けソファシート「コカ・コーラソファシート」が設置された。
フィールドシート・エリアへの入り口はネットで仕切られており、チケットを持っていない人は入れないようになっている。打球が飛んでくると非常に危険であるために売り子は立ち入らない。また、観客にはヘルメットとグラブが無料で貸し出され、試合開始前のスコアボードなどにヘルメットの着用を促す表示がされるなど注意喚起がされている。

#### スーパーボックス
内野席の上部、4・5・6階にはフィールドを取り囲むように「スーパーボックス」という120室前後の特別観覧室を設けている。グラウンドに面したバルコニー付きの個室で、ホテルの一室のように落ちついた個室でプライバシーを保ちながら自由に野球観戦ができ、入場ゲートもスーパーボックス専用のゲートが用意されている。主に法人利用向けで基本的に年間契約、価格帯は年900 - 1,900万円となっている。2009年シーズンでは一般向けに限定発売もされた。コンサートなど、野球以外のイベントでは開放されない。開場当初は現在よりも多く設置されていたが、ウィングシート等の客席に転用されてその数を減らしている。

#### ビクトリーウイング

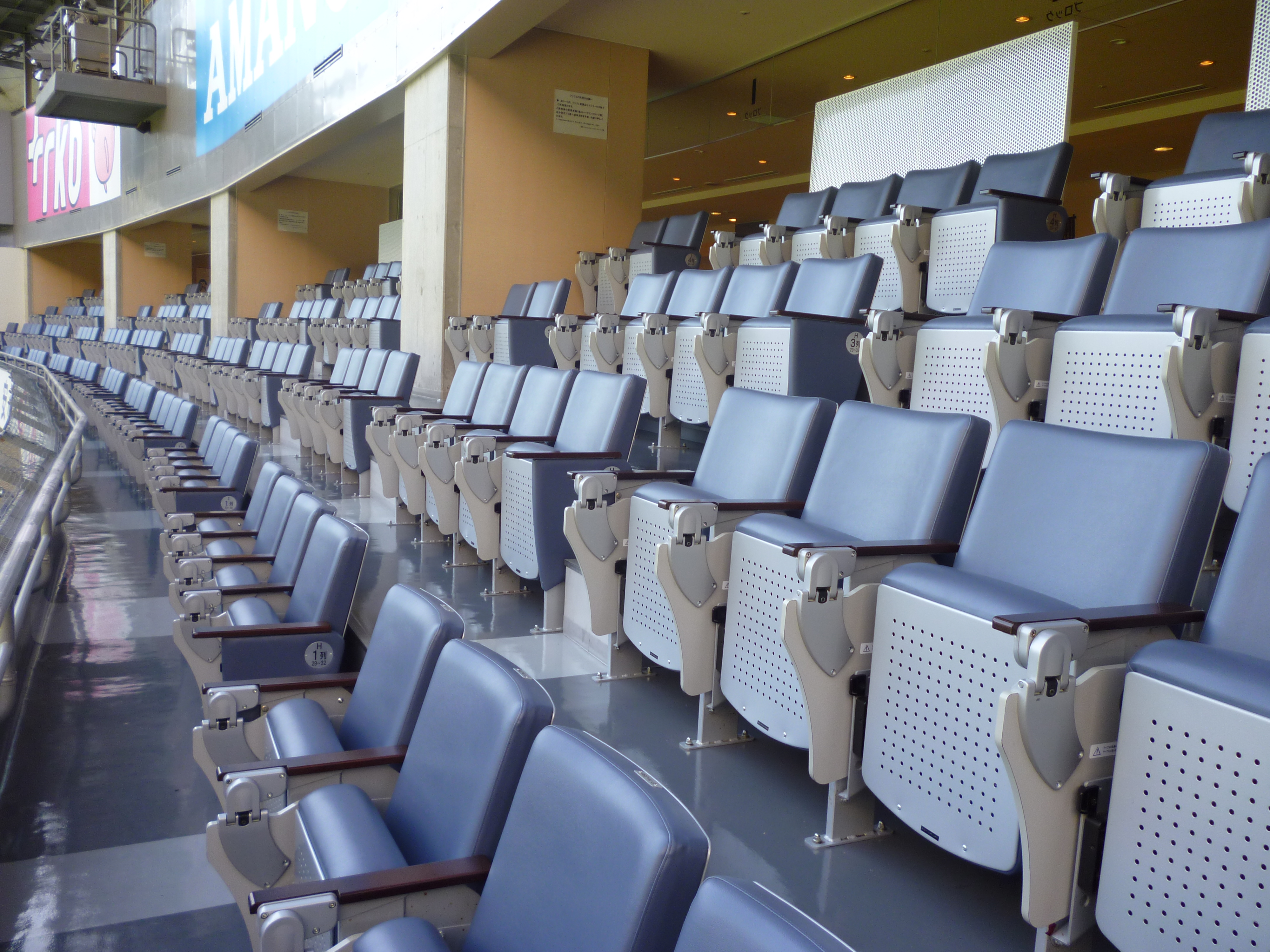
ビクトリーウイングのシート

2008年オフにスーパーボックスの外野側（両翼ファウルポール周辺部）を改装して作られた特別席である。シスコシステムズが協賛し様々な試合の情報が表示される端末ディスプレイが設置された「シスコシート」、畳スペースもある「JA全農なごみシート」、団体向けの「JALスカイビューシート」、遊具などが設置された「ECCキッズパーク」などがある。こちらは一般向けチケットとして発売されている。7回裏までバイキング方式で料理・デザートとソフトドリンクが食べ飲み放題を売りとしている。全てネーミングライツが導入されているが、2009年はJALスカイビューシートには導入されておらず「グループシート」という名称だった。スカイビューシートは2013年に本多雄一とのJALのCA監修の元、人気インテリアショップであるアクタスとコンランショップとのコラボレーションにより、女性向けにリニューアルを実施した。

#### ホームランテラス
2015年より追加された外野フィールドシートエリア。一塁側は2017年までは全日空がスポンサーとなった「ANAホームランテラス」、2018年からは福岡トヨタ自動車がスポンサーとなって「福岡トヨタホームランテラス」と称し、全席カウンター席となっている。三塁側は山九がスポンサーで「SANKYUホームランテラス」と称し、テーブル席とデッキチェア席となっている。
ホームランテラスエリアもフィールドシート同様、取り外しは可能となっている。

#### やまやめんたいこBOX
2018年シーズンオフからのリニューアルの一環で、外野席後方のライト・レフト側両方にボックス型シート「やまやめんたいこBOX」が完成し2019年シーズンから稼動している。明太子を使用したオードブル等が提供されるほか、後方の明太子型オブジェは電光式となっており、各種アミューズメントでも光る仕組みとなっている。

#### 増席計画
スタンドの収容人員（野球開催時）は当初の公称値で48,000人とされたが、実際のところはそれよりも約13,000人分少ない35,157人（当時）しか収容できなかった。これに対し、ソフトバンクはホークスを買収した直後から増席を度々計画している。
- 2005年にホークスの球団取締役に就任した小林至は、2005年2月に宮崎で行われたキャンプの席上で2006年度をメドにフィールドシートやVIPシートの建設を中心とした座席の増設計画を明らかにした。
  - その内容は一塁側と三塁側のファウルゾーンを中心にそれぞれ200席分（計400席）のフィールドシートを設けるなど計1万席の増設を2006年度末工事完了予定で行うことであった。またこれに合わせてスタンドコンコースにミニバスケットボールコートやミニパットゴルフ場を建設することも目指すとしていた。
  - この計画の一歩目として2005年オフに532席のフィールドシート（コカ・コーラシート）を設置。2月24日の2006 ワールド・ベースボール・クラシック日本代表壮行試合で初お目見えした。
  - 2006年オフには、バックネット裏のSS指定席全席にテンピュールクッションを設置、バックネット裏上段の記者席の一部を観客席に改造したカウンターシートの設置、三塁側内野席上段の一部を定員5人のボックスタイプの席（ボックスファイブ）に改造、フィールドシートエリアに3人掛けソファシート（コカ・コーラソファシート）を増設する工事を行ったが、結局増席は少数に止まり収容人数は35,773人になった。
- 2007年オフにも2008年オフを目処に1万席規模の増席を検討していると報じられ、また2008年11月27日のホークス球団によるスポンサー感謝の集いで、笠井オーナー代行が6,000席の増席の意向を示したと報じられている。
  - これはスーパーボックスの全面改装ではないかと言われていたが、結局2008年オフの改装はスーパーボックスの一部をビクトリーウイングに改装しただけで、収容人数は36,253人となる微増に止まった。
- 2010年シーズン途中には「王貞治ベースボールミュージアム」内ミュージアムシートの設置および全域の販売可能席数の見直しによって収容人数は36,723人になった。2011年度には、バックスクリーンの一部を観客席にするなどの見直しを行い、収容人数は37,025人になっている。
- 2012年のシーズンには、スーパーボックスの4階部分の一部を改修して内野席（立ち見含む）へ変更することなどにより、収容人員は38,561人に増加した。
- 2015年のシーズンには、外野フィールドシートが新たに設置されるものの、2012年に改装された部分がベンチシートに変更され逆に収容人員は38,500人へ減少した[22]。
- 2018年シーズンオフ大規模リニューアルが行われており、「王貞治ベースボールミュージアム」を2020年に新設する予定のアミューズメントビル「E・ZO FUKUOKA（イーゾ フクオカ）」に移転させる計画であることから、ベースボールミュージアム部分（旧：ザ・ビッグライフ）を外野席に改修。2019年シーズンより、収容人数が40,178人に増加した[23]。

### スコアボード

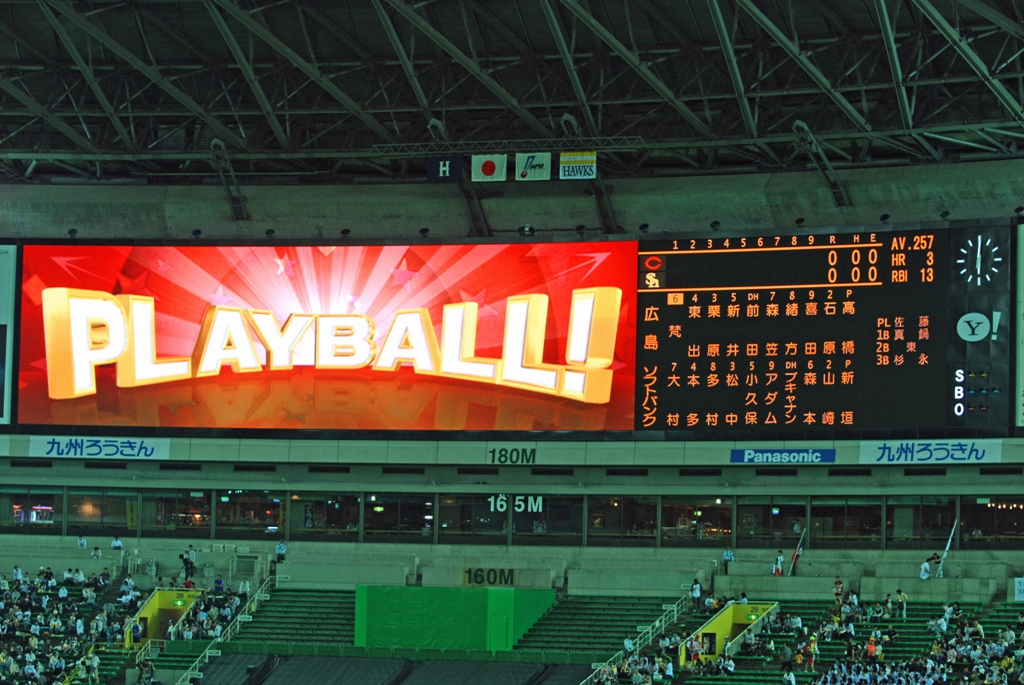
ホークスビジョン

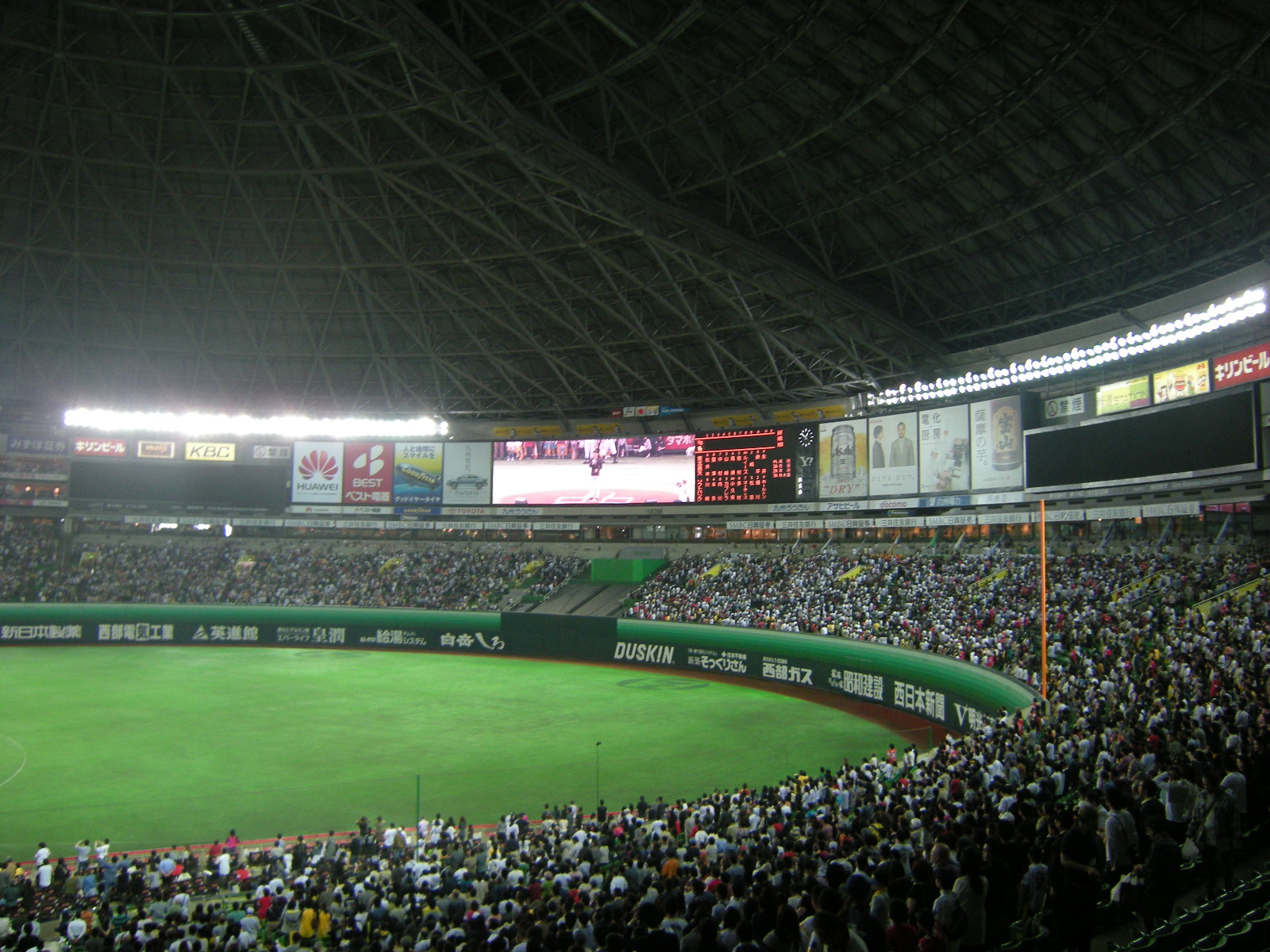
新ホークスビジョン設置後の外野スタンド全景（2010年から2012年）

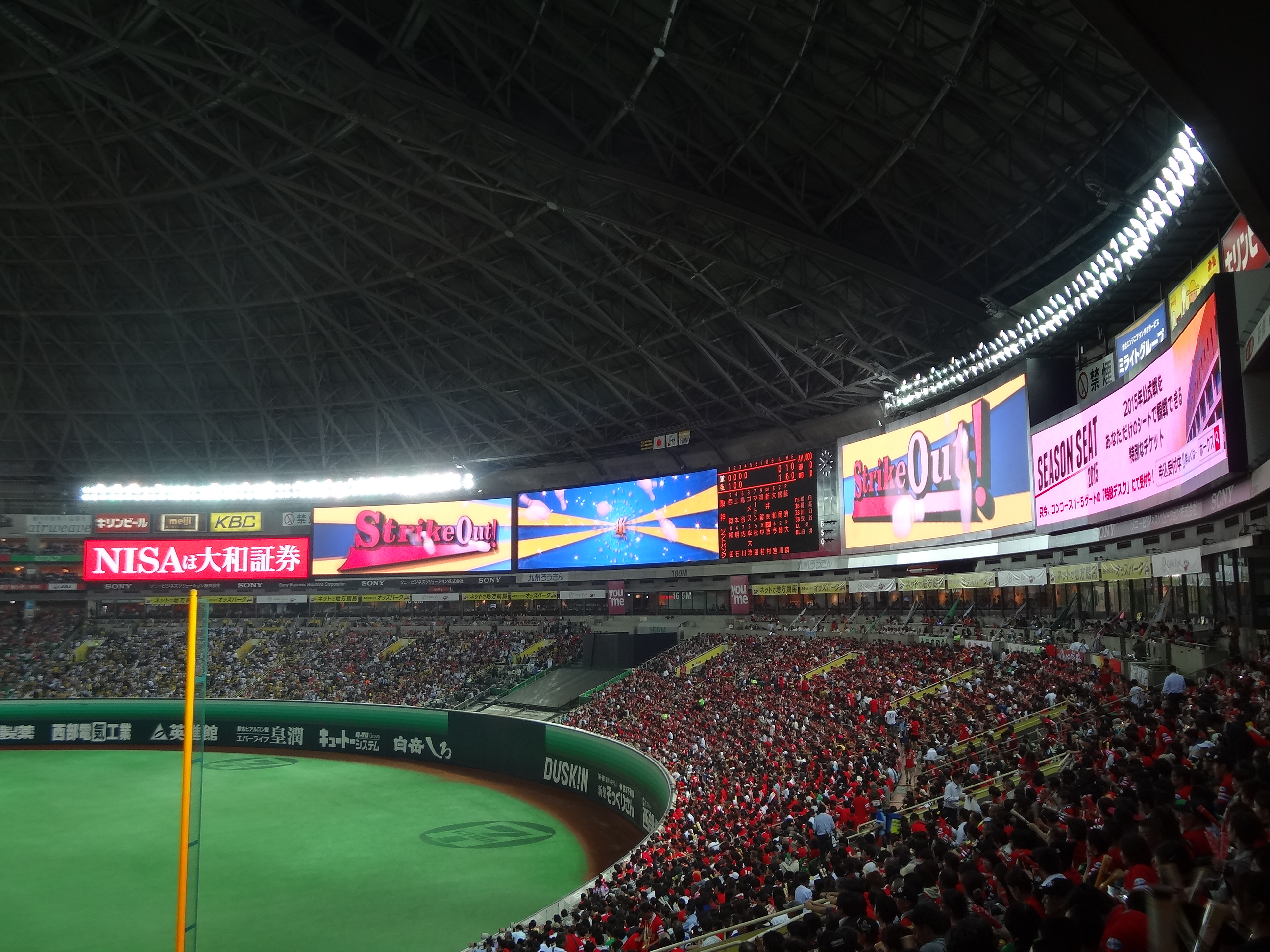
5面構成のホークスビジョン（2013年以降）

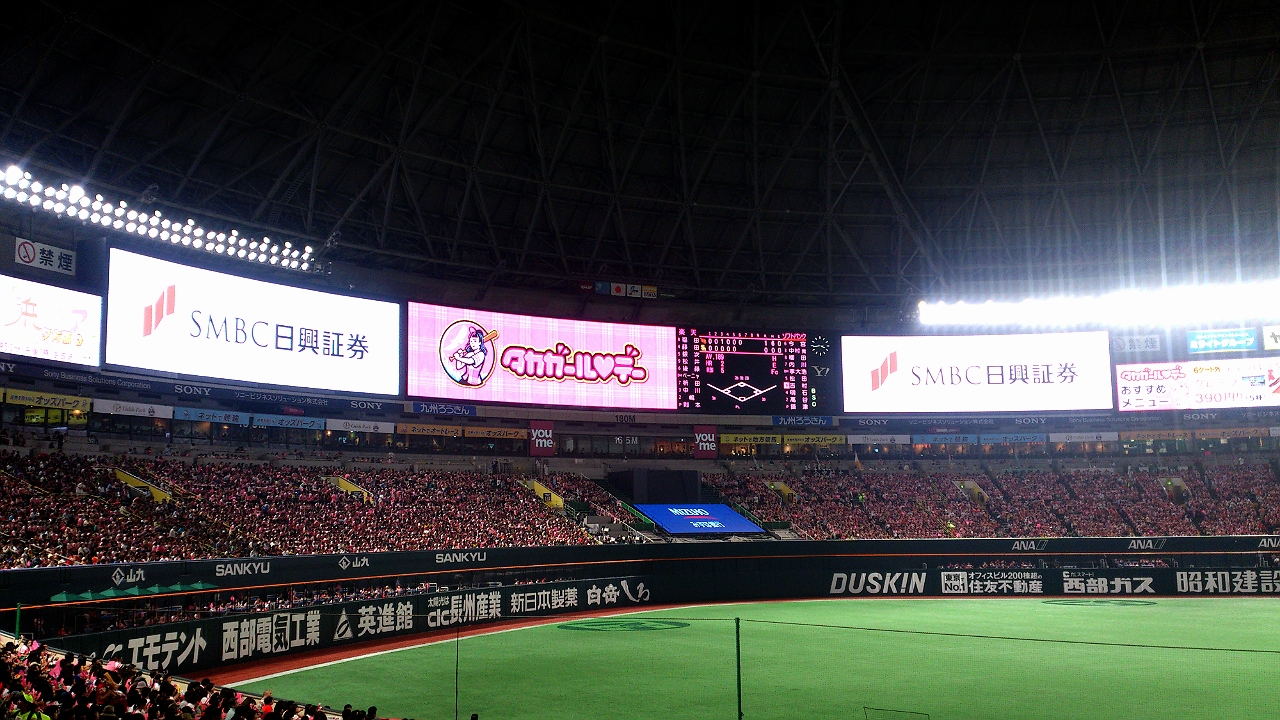
タカガールデーで文字の色がピンクになっている

メインスコアボードは2006年より大型映像装置・松下電器製アストロビジョンのLED全面フルカラーフリーボードとなっている。「ホークスビジョン」という愛称がつけられており、スコアは右側3分の1に表示される。2011年より、試合進行中は左側3分の1にホークス投手・打者の成績を顔写真入りで表示、残りの中央部は球場ロゴを最上段に表示する。
オープン時から2005年まではスコア表示と映像装置（当時の呼称もホークスビジョン）は別で、スコア表示はオレンジ色の単色表示。映像装置はソニー製のジャンボトロンであった。2005年オフにホークスビジョンとスコアボードを一体型とし、東京ドームと同等の1,024階調（10億7,000万色以上）かつ、国内球場設備唯一（当時）のハイビジョン(720P)対応で高精密な表現が可能なものに取り替えられた。これにより、新しいホークスビジョンは縦9.984 m×横52.992 mの国内球場で最大、ハイビジョン対応スクリーンでは世界最大（当時）となるビジョンとなり、同時にスタメン発表時などのアニメーションも豪華なものに更新された。ジャンボトロンはアビスパ福岡の本拠地である博多の森球技場に当時ビジョンがなかったため、同じ福岡が本拠地という縁もあってか売却されようとしたが、折り合いがつかず破談になった。テレビサイズに直すと2,123インチである。
スコア表示部分は改修後の2006年から2014年まで、チームロゴや広告以外はオレンジ色のみ使用で、2005年までと同じレイアウトとなっていた。なお、旧スコアボードでのチーム表記はアルファベット1文字または2文字で表していた（例:ホークス→H）。バックネット裏にあるサブスコアボードは現在もこのような表記がされている。2009年頃より審判の下のスペースに、投手の投球数が球速と交互に表示されるようになった。スコア表示は基本的に9回までだが、延長戦が行われた場合は全部を消去するのではなく、延長戦が開かれたイニング分だけ左にスライドしていく形になる（例えば延長10回の場合、1回のスコアだけ消去され、2 - 10回のスコアが表示される）。後述するホークスビジョン拡大後もアマチュアでの使用時には当初のレイアウトに近いものを使用している。
球団名の表示は「ホークス」「イーグルス」のような愛称名でなく、「ソフトバンク」「東北楽天」「埼玉西武」「日本ハム」「千葉ロッテ」「オリックス」と企業名である。
全面フリーボードのためレイアウトの変更は容易であり、2006年の日米野球と2007年11月22日・23日に行われた北京オリンピック野球日本代表とオーストラリア代表による壮行試合、2013年のワールド・ベースボール・クラシックでは、東京ドームで行われる日米野球のように、全てアルファベット表記・横書きのデザインで表示され、審判団はダイヤモンドの図の回りに表示された。この表示は2014年の福岡クラシック・福岡ソフトバンクホークス対埼玉西武ライオンズ戦の際に流用され、平和台野球場のスコアボードに近づけるために文字の色を白、選手・審判名を日本語表記、チーム名表記を西武が「L」、ホークスがダイエー時代のオレンジ色の「H」（Hawksのロゴの頭文字と同じデザイン）に変えている。
福岡クラシックで使用されたデザインは、スコア表示部分のチーム表記が各チームの帽子のロゴマーク（日本ハムとDeNAはホーム用）に、選手名表示部分のチーム名表記を企業名に変更した上で、翌年の2015年に通常の試合でも使用された。2016年公式戦からはカラー化（選手表記に各チームのチームカラー）され、2017年には選手名の右に打率・本塁打数・打点数が表示されるようになった。
2011年より、「鷹の祭典」では文字の色が特別ユニフォームの色に変更されている。秋山幸二監督から「暗くて見えにくい」という意見もあったが、「鷹の祭典」の間は続けられた。しかし、2013年に紫色にしたところ、文字が見えにくいという意見が多く集まったが、翌年以降も継続されている。
2010年シーズンからはホークスビジョンとは別に、レフト及びライトスタンド後方に大型映像装置を設置。それぞれ「レフトウイングビジョン」「ライトウイングビジョン」と命名され、既存の「ホークスビジョン」と合わせて「新ホークスビジョン」と総称される。サイズは縦5.7m、横33m。3ビジョンの合計面積は905.2m2で、野球場としては世界一の規模となる。システム・ソリューションはソニーブロードバンドソリューションが担当している。映像表示装置自体の製造会社は未公表。
また同年より、ビジョンの左側にホークス攻撃時は打席に入っている選手の、守備時は投げている投手の画像と個人成績が表示されている。
2011年シーズンからはNPBの方針により、メイン・サブともにボールカウントがストライク(S) ボール(B) アウト(O)の『SBO』からボール(B) ストライク(S) アウト(O)の『BSO』表示に変更された。
2013年より、メインスコアボードとレフト・ライト両ウイングビジョンの中間にある大型広告スペースのフリーボード化改修工事が行われた。これによりレフト・ライト両ウイングビジョン間の5ビジョン合計面積が1,542.83 m2（これはボーイング747が3機、横に並んだ時の端から端までの長さに匹敵する）となり、これまで世界最大だったアラブ首長国連邦のメイダン競馬場にある世界最大ビジョン（1,169.8 m2）を上回るサイズとなった。
2015年シーズン途中より、ホークス選手の成績の左側に、相手チームの投手・打者の成績を顔写真入りで表示している部分が、打席に立つ選手の応援歌の歌詞が表示されるようにもなっている。
2016年シーズンより、バックネット裏のサブボードの上部に野球場としては国内初常設（コンサートなどでは多用されている）の吊り下げ式大型映像装置「スカイスクリーン」が設置された。縦6m、幅32.1m。3分割表示が可能で、試合中はホークス選手のスタッツなどを表示する。当初は同年5月6日からの運用を予定していたが、表示部電装装置の不具合により稼働日の延期が発表され、翌5月7日より稼働している。2018年にはスカイスクリーンをリニューアル。縦10.8m、幅43.5mと、約2.5倍大型化された。
2018年シーズンオフからのリニューアルの一環で、センターの大型ビジョン（ホークスビジョン）を更に大型化。ホークスビジョン右に設置されていた時計やボールカウントランプを撤去し5ビジョンを一繋ぎにする改修を行い、2019年シーズンより稼動した。5ビジョンの合計面積は1,923m2と更に拡張し、世界一を謳っている。
2024年シーズン前より、ホークスビジョンをリニューアル。これまで中央部分と左右部分の間にあったビジョンの継ぎ目がなくなった。
バックネット裏にはサブスコアボードがあり、こちらはオープン時から2023年シーズンまでオレンジ色の単色表示で、打席に立っている選手の打率・本塁打数が表示されていたが、2024年シーズンのホークスビジョンのリニューアルを機にフルカラー表示に改修された。
スコアボードには、2018年まで大型のアナログ式の時計が存在したが、2019年の改修工事により撤去され、大型ビジョン上部にデジタル式の時計表示を行っている。

### 開閉式屋根

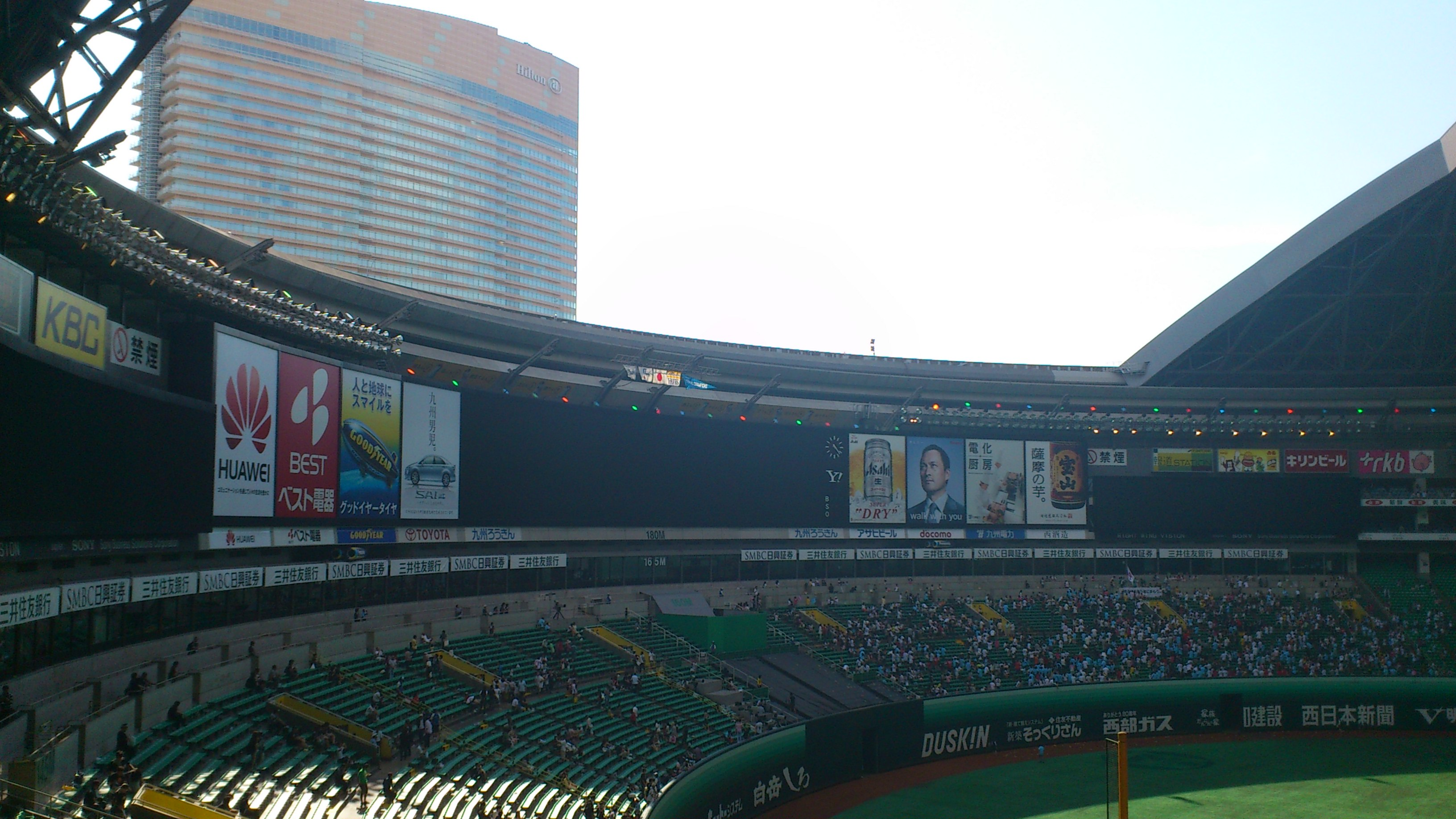
デーゲームのループオープンショーの様子。奥にシーホークホテルが見える。

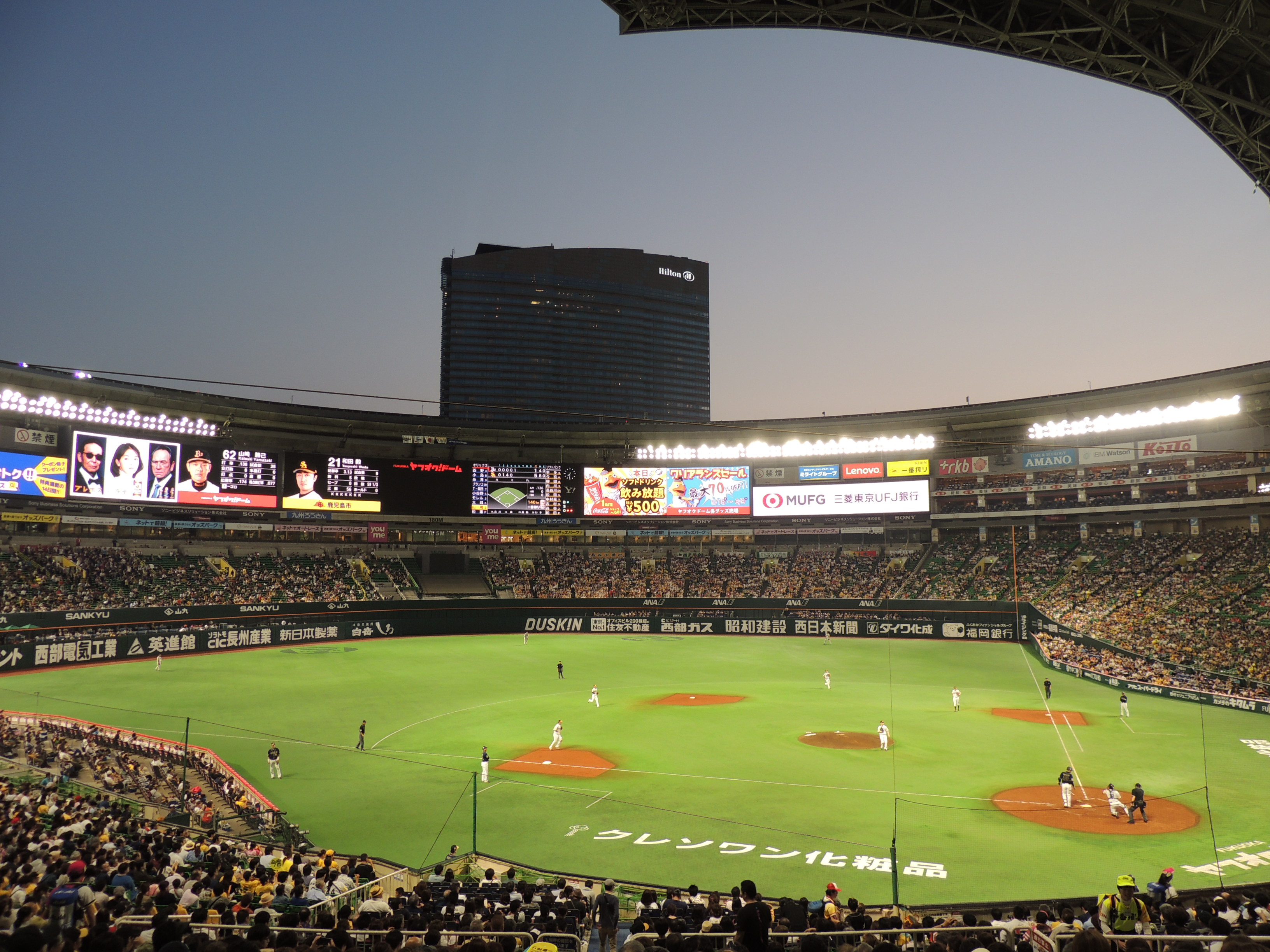
開閉式屋根を全開にした状態。2016年5月25日のルーフオープンデーにて。

福岡ドームには日本の野球場初の屋根開閉機構が備えられている。屋根は厚さ4メートルの3枚のパネルからなり、このうちの2枚が左右に120度旋回移動することにより約20分で全開閉する（全開時の開口率は60%）。屋根部分の総重量は約1万2000トン。一度の開閉にかかる費用は一部スポーツ紙で約100万円（屋根を開閉する電気代が20万円で、人件費など諸費用が80万円）と報じられたことがある。なお、開閉は通常試合前の練習（初期のみの実施）やホークスがホームゲームで勝利した後の「ルーフオープンショー」実施時などに限られている。
元々は天候に合わせて晴れの時は開いた状態で試合をすることを想定しており、当初は屋根が開いた状態での試合も行われたが、光の傾斜などが10月の日本シリーズ開催時期にベストの条件になるように設計されたため「（全ての屋根が開くわけではないため）構造上反射角の違いが選手のプレーに支障をきたす」と選手会からクレームが付いたことや、近くに病院（国立病院機構九州医療センターと福岡市立こども病院・感染症センター、感染症センターは2014年に移転）が存在すること、シーサイドももち周辺は高級住宅地となっていることなどから騒音問題があり、1999年6月19日（西武戦）を最後に開いた状態での試合はしばらく行われなかった。
かつて、KinKi Kidsがここでコンサートを行なう際「自分達でお金を払うから、演出の一環として公演中に屋根を開けて欲しい」という要望が行われたが、騒音問題を理由に実現しなかった。ホークス主催の少年野球トーナメントなどでは屋根が開いた状態での試合が行われている。
2008年9月10日の楽天戦で9年ぶりに屋根を開けて行なわれた。9月としては11年ぶりの5位転落や、連敗という悪い流れを断ち切ろうとしたもので、楽天球団や選手会、隣接する病院にも了解を得た上で行われた（この時は天候不良のため4回終了時点で閉じられた）。
2011年6月21日には、迷い込んだカラスを追い払うためだけに開閉が行われている。
2012年4月26日の対西武戦では「ルーフオープンデー」として屋根を全開して試合が開催された（この時は球場内の気温が下がったため20時をもって閉じられた）。これを皮切りに、毎年特定の1カード2〜3試合で「ルーフオープンデー」が実施されている。
2021年5月11日の対ロッテ戦では、「ルーフオープンデー」に備えて試合前から屋根を開けていたところ想定外に雨が降り込み、外野グラウンドや観客席も雨水で濡れたためスタッフが開門まで清掃作業に追われるというハプニングがあった。この関係で天候は回復したもののこの日は試合開始当初から屋根を閉じる状態で行い、開放は断念した。
なおルーフオープンデーが実施される日に以下の条件に当てはまる場合は、開催時間前、ないしは開催途中であっても屋根を閉じる場合がある。
- 当日の試合開始前の風速8m以上である場合、または試合開始時間の段階での降水確率が30%以上である場合は試合開始時における屋根のオープンは行わない。
- 屋根は試合終了後の演出などの都合もあるため、一度8回裏の攻撃時から屋根を閉じる状態にするが、それ以前にも降雨・気温・強風などの理由によりやむを得ず早めに屋根を閉じる場合がある[37]。

### 広告
テレビ中継で映るバックネットのフェンス広告は大型LEDで2016年から設置されており、常時6～8社の広告がLEDに表示されている。旧回転式広告、周辺のステッカー広告、旧LED広告を全て纏めたもので、打者交代毎に表示スポンサーを代えて運用している。2023年には、大関友久が先発登板した際に限り、関家具が小さい「大」を追加し、「大関家具」にする取り組みを行っている。
2015年までは下に回転式広告、上にLED仕様のプレートが設置されていた。回転式広告は2002年に設置されたもので複数社がスポンサーとなっている。それ以前から神宮球場・横浜スタジアム・ナゴヤドームにこの回転式広告はあったが、すべて1社のみの広告で、複数社による回転式広告は日本初。それまでローソンや三洋信販、アサヒビールの広告を縦に並べていたものが、現在では回転式によりイニング毎に出すことが出来るようになった。LEDプレート広告は2008年に設置されたもので、それまでは回転式広告上に広告盤を置き、1～3社分のステッカーやプレートを貼って運用していた。
2004年までは、かつてダイエー傘下であったコンビニエンスストアチェーンのローソンがバックネット広告のメインスポンサーであり、「がんばれ!ホークス LAWSON」という広告を出していた。当時の日本の球場で、このようなあからさまな応援広告が、テレビ中継でも必ず映るバックネットに存在したのは福岡ドームのみであった（この応援広告は、日本シリーズなどでも使用されている）。
2007年シーズン途中からは、人工芝を塗り分けることで外野グラウンドのレフト・ライトにセブン-イレブンの広告が掲示されている。また、バックネットフェンス前にはJリーグなどで使用されている錯覚広告が存在する。この錯覚広告は2006年に初めて掲示されたあと同年末で一旦取りやめとなったが、2008年シーズン途中より復活した。

### 照明
建設当時は照明に主流のメタルハライドランプが使用されたが、2015年よりコイト電工社のLED照明に取り替えられている。

### 藤井ゲート

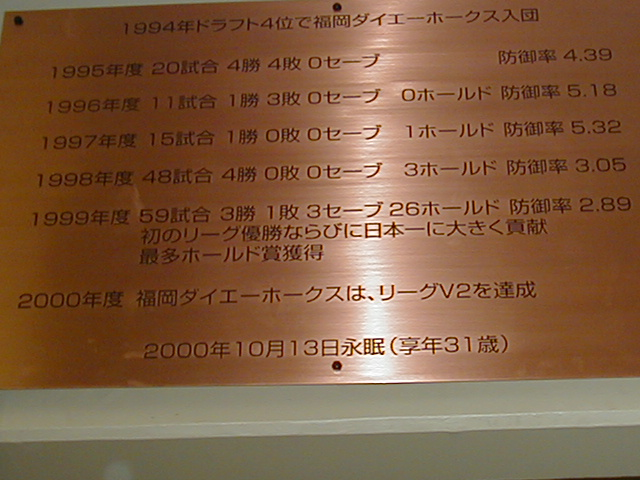
藤井ゲートにある左側のプレート

場内コンコースとスタンドをつなぐ15番通路にはダイエーホークス在籍中に31歳で肺癌に倒れた藤井将雄の背番号15にちなみ、コンコース側出入り口上に藤井を記念するプレート2枚（成績と最後のメッセージ）が掲げられている。これは球団の親会社がダイエーからソフトバンクに変わった後も続いており、「藤井ゲート」と呼ばれている。なお当ドームにおけるゲートは、正確には場外から場内への入り口に当たる。

### 暖手の広場

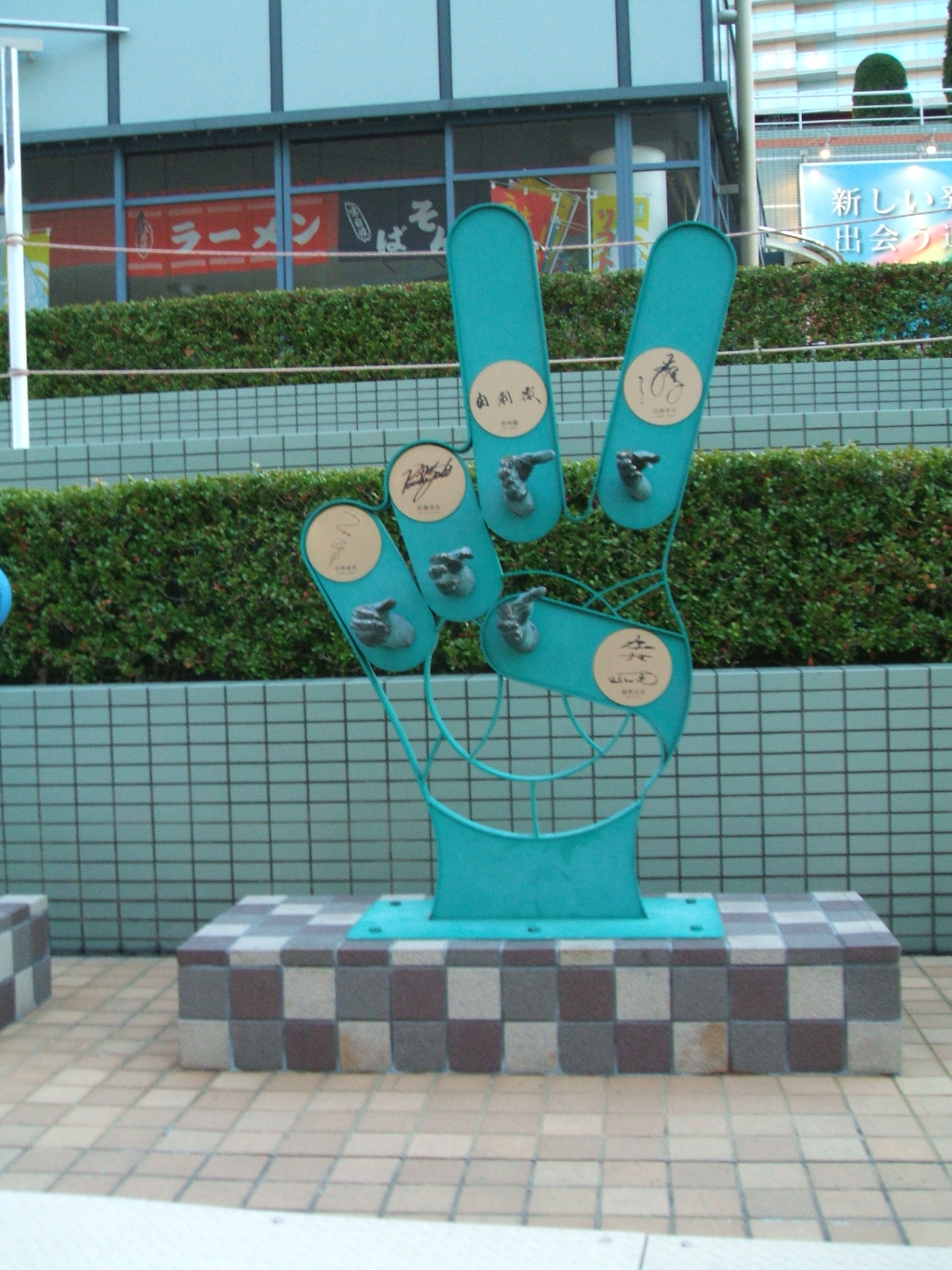
暖手の広場にあるモニュメント

ドームの周りは遊歩道となっており、シーホークホテルと連絡するデッキには「暖手（だんて）の広場」と呼ばれる場所がある。ここには、文化・スポーツ・芸術・学術など各分野で活躍した著名人の立体手形を再現したブロンズ製のモニュメントが、それぞれのサインを記したプレートとともに展示されており、総勢200体以上と自由に“握手”ができるように展示されている。
ホークスの選手・監督の手形はドームが完成した1993年から追加され、選手では佐々木誠、村田勝喜、秋山幸二、渡辺秀一、小久保裕紀、監督では1994年オフに就任した監督の王貞治などが存在する。また、他チームではあるが、ドームで完全試合を達成した読売ジャイアンツの槙原寛己の手形もある。

### 王貞治ベースボールミュージアム
2010年7月3日に福岡ソフトバンクホークス元監督で現球団会長の王貞治の偉業を称えて開館。入退場ゲートは7番ゲートの隣。一部エリアは客席となっている。
2018年シーズンオフからのリニューアル改修により、一時閉館された。2019年シーズンからは跡地は外野スタンド席に改修された。同ミュージアムは2020年に隣接するエンターテインメントビルBOSS E・ZO FUKUOKA（ボス イーゾ フクオカ）に移設された。

### 売店
※グルメを参照
球場の弁当販売店は「鷹の弁当」という表記がされている。
ゲート内には、ホークスカフェ（ロイヤルの経営）、モスバーガー、ピエトロ、築地銀だこ、フレッシュネスバーガー、サブウェイ、ケンタッキーフライドチキンなどの店舗があるほか、7ゲート前には球界初となる支配下全選手のご当地グルメを取り扱う「スタジアム横丁」、8ゲート前には京都勝牛とからあげグランプリ手羽先部門において3度の最高金賞に輝いた「とめ手羽」、三塁側には「博多とりかわ竹乃屋」がある。また、通路に軽食のワゴンが並んでいる。
ドーム外周には居酒屋の「鷹正」、ケンタッキーフライドチキン、ピザクックがある。
2015年より、ドーム内や周辺の売店・飲食店での支払いにnimocaはじめ全国共通の交通系ICカード（PiTaPaを除く）やWAON・nanacoなどが使用できる。ただしカードにポイントはつかない。ドーム内でのチャージはできないので、入場前にバス車内や地下鉄の駅券売機やコンビニでチャージしておく必要がある。

## ホークスによる利用

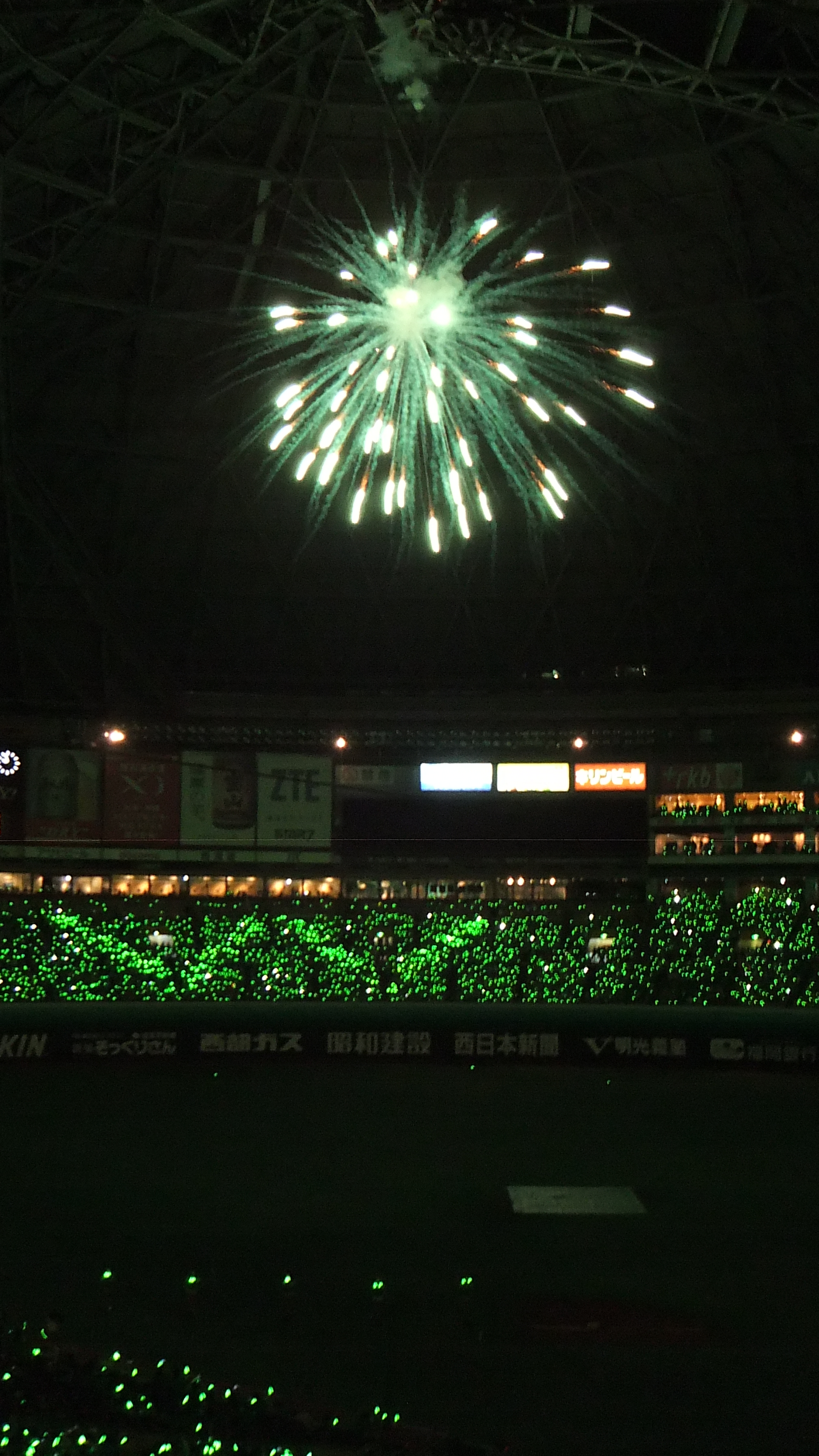
ホークス勝利時に上がる勝利の花火。写真は2012年7月18日に行われた鷹の祭典でのもの。

ホークス主催試合での場内放送は、ホークスの選手をスターティングメンバー発表時と先発選手の第1打席、及び交代投手、選手の登場時にフルネーム、背番号、出身地（日本人は都道府県と市区町村、外国人は国。ただし、アメリカ人・カナダ人の場合は州までで、韓国・台湾出身の場合は出身国と出身都市）をコールする。これはダイエー時代、九州出身の選手を多く獲得しており、また九州全土のファン獲得を目指していたためで、親会社がソフトバンクに代わった現在でも続いている。
2014年シーズンからスタジアムDJ・藤澤翼（DJツバサ、2023年シーズンからはフラッシュ嶋田）が登場し、ホークス選手の紹介アナウンスを担当している。また、同年からスタメンや打席数、代打問わず選手をフルネームで呼ぶようになっている。
また、パ・リーグの週末の試合は夏を除きほとんどデーゲームで開催されているが、当ドームでのホークス主催試合は、夏を除き、土曜日も18時開始となっているケースがある（日曜日は13時開始のケースが多い）。2005年からは、巨人も春先や秋を中心に週末はデーゲームで開催されるケースが増えてきたことから、この時期の他球場の試合はヤクルトなどを除いて、ほとんどがデーゲームで開催されるため、当ドームだけがナイトゲームとなるケースもある。
2000年シーズンでホークスはリーグで優勝し日本シリーズへ戦いを進めるも、その日程にこのドームを日本脳外科学会に貸し出す予定を組んでいたため（契約は3年前に締結）、シリーズ日程の一部変更を余儀なくされるなど運営の失態を露呈し、球団には日程確保義務違反として3,000万円の制裁金が科された。この際ダイエーは準本拠地の北九州市民球場や長崎ビッグNスタジアムでの開催も想定したものの、学会側の厚意により4日間使用予定だったのが3日間（最終日は午前中まで）に短縮されたため、日程を変更して執り行われた。

### ルーフオープン・勝利の花火
公式戦や交流戦などでホークスが勝利した場合はスポンサーの協賛で「ルーフオープンショー」が行われる。これはヒーローインタビュー終了後、球場内の照明を落とし、「ホークスビジョン」にホークス選手の映像を上映する。(1999年までは映像の上映はなく、ドームの上部にレーザーを投影するレーザーショーを実施していた。)その後「勝利の花火（天井からの仕掛け花火）」が上げられ、球団歌『いざゆけ若鷹軍団』を流しながら屋根を開ける。通常の勝利では2番まで、リーグ優勝か日本一を決めた試合では3番までが流される。
2008年までは、選手映像は前半の1分間は当該年度用の映像、後半の1分間は本日のハイライトを映していた。また、花火の前にレーザー光線でのイルミネーションが存在し、鷹のマークと"VICTORY"の文字がレーザーで表示されていた。
いざゆけ若鷹軍団の後は、セレモニーソング『勝利の空へ』を流すことが通例となっている。2004年まではクイーン（Queen）の「伝説のチャンピオン」（We Are the Champions）が流れていた。
悪天候の場合、屋根は開けられず、ドーム内にはその旨告知がある。
1993年から2008年までの長期間、勝利の花火時に流れていた音楽（ヤニーの"Standing in Motion"の一部分）はファンの間で人気が高く、ダイエー時代・ソフトバンク時代を問わず球団事務所に問い合わせが殺到し、福岡のホークス応援番組でも紹介され名物となっていた。しかし、2009年以降球団オリジナルのものになっている。同時期に球場に流れる多くの音楽がオリジナルのものと化したが、詳細理由は不明である。
なお、敗退後は早めに照明を落とし相手チームのヒーローインタビュー音声が流される。

### ○○シリーズ
地元福岡のイベントに合わせ、ホークス主催試合では「どんたくシリーズ」「山笠シリーズ」と銘打った連戦が行われる（この両シリーズは平和台球場での西鉄ライオンズ時代から行われている）。
その他、本拠地開幕シリーズやどんたくシリーズや山笠シリーズは「アサヒスーパードライスペシャル」として行われ、ドーム前の大階段には「アサヒ・スーパードライ」の広告が大々的に描かれていた。2010年より、アーティストを招いての試合前ミニライブを開催するなど、野球以外の楽しみも提供されている。渡辺美里、ヒルクライム、ナオト・インティライミ、杏子、キマグレン、Rake、植村花菜などが出演、年間7 - 8試合が開催されている。

### ペッパー応援団
2020年シーズンは新型コロナウイルス感染拡大の影響により、公式戦開始当初無観客試合がしばらく続いた。そこでスタンドを埋めるため、まずペッパー5体による応援をスタートさせた。その後「入団希望者」が相次ぎ、最終的に100体まで増えた。法人向けのペッパー1体が200万円かかるとされ、総勢で2億円の費用が掛かるとされる。
2021年シーズンも引き続き入場制限が敷かれていることもあり、ソフトバンクロボティクスとホークス球団の合同企画として、レフトスタンドの左中間付近に、ペッパー総勢100体を整えたロボット応援団のステージが設けられた。試合中は、球団公認のチアダンスチーム「ハニーズ」とのコラボレーションを含め様々な応援パフォーマンスを展開する。

## ホークス以外の利用

### オールスターゲームの開催
当ドームで開催されたオールスターゲームは、1996年と2001年、2010年、2016年、2022年（いずれも第1戦）である。2001年から2010年まで9年間隔が空いたのは、2002年以降は年2試合制で固定されたことと、随時地方球場での開催試合が組み込まれるようになったためで、この間に2006年第2戦がホークス主管相当試合としてサンマリンスタジアム宮崎で開催されている。本拠地での開催間隔が空いた事例としては広島（1995年第2戦を広島市民球場（当時）で開催→2009年第2戦をマツダスタジアムで開催し、14年の間隔が空いている）に次ぐもの。なお、ホークスの前本拠地である平和台球場で最後に開催されたのは1990年である。

### NPB他球団の主催試合

#### 読売ジャイアンツ
読売ジャイアンツは、1975年から始まった九州シリーズを、開場した1993年から公式戦で1 - 3試合程主催試合を行っていた。2005年からは交流戦の影響もあり、2007年までは毎年継続されたものの、2009年4月23日の東京ヤクルト戦を最後に開催されていない。オープン戦では2002年から2009年までホークスを対戦相手に毎年1試合のジャイアンツ主催試合を実施し、翌日にホークス主催で行われる試合と併せ2連戦という形で行っていた。ただし両日ともベンチは三塁側を使用している。なおオープン戦は1992年から2001年まで北九州市民球場で行われていた。

##### 公式戦開催実績
- 1993年5月18日 巨人2-4横浜 観衆：48,000 勝：小桧山雅仁 S：佐々木主浩 敗：香田勲男
- 1993年5月19日 巨人3-4横浜 観衆：48,000 勝：斎藤隆 S：佐々木主浩 敗：斎藤雅樹 本：吉村禎章(G)、バーフィールド(G)

##### オープン戦開催実績
- 2001年3月3日 巨人9-13ダイエー 観衆：48,000 勝：斉藤和巳 敗：桑田真澄 本：阿部慎之助(G)、二岡智宏(G)
- 2002年3月3日 巨人3-0ダイエー 観衆：48,000 勝：桑田真澄 S：河原純一 敗：寺原隼人
- 2003年3月2日 巨人3-4ダイエー 観衆：48,000 勝：新垣渚 敗：ベイリー 本：松田匡司(H)
- 2004年3月6日 巨人12-8ダイエー 観衆：48,000 勝：三澤興一 S：條辺剛 敗：斉藤和巳 本：小久保裕紀(G)、松中信彦(H)
- 2005年3月5日 巨人8-1ソフトバンク 観衆：26,660 勝：真田裕貴 敗：斉藤和巳 本：ローズ(G)
- 2006年3月4日 巨人0-2ソフトバンク 観衆：18,493 勝：斉藤和巳 S：馬原孝浩 敗：工藤公康[43]
- 2007年3月3日 巨人4-6ソフトバンク 観衆：18,607 勝：山村路直 S：柳瀬明宏 敗：西村健太朗 本：松田宣浩(H)
- 2008年3月1日 巨人4-10ソフトバンク 観衆：17,775 勝：大場翔太 敗：上原浩治
- 2009年3月9日 巨人2-5ソフトバンク 観衆：16,105 勝：攝津正 敗：ゴンザレス 本：ラミレス(G)
- 2013年2月28日 巨人1-6侍ジャパン 観衆：19,662 勝：大隣憲司 敗：福田聡志 本：矢野謙次(G)
- 2013年3月1日 巨人8-1中国代表 観衆：1,859 勝：松本竜也 敗：李鑫

#### 東京ヤクルトスワローズ
ヤクルトスワローズ（当時）は1979年から1988年まで行われた平和台球場での福岡シリーズを復活させる形で開場後から2001年まで公式戦で3試合の主催試合を行っていた。2002年以降は、福岡から瀬戸内海を挟んだ愛媛県松山市の松山坊っちゃんスタジアムに舞台を移して松山を準本拠地として主催試合を年間2 - 3試合行っている。

#### 横浜DeNAベイスターズ
横浜ベイスターズ（当時）は、1988年のかつての本拠地・下関球場の移設オープンに併せて翌年1989年から復活した九州シリーズの舞台として2004年に公式戦主催試合を1試合のみ開催した（2004年4月17日 中日戦）。他に下関球場と併せて開催された球場は、熊本・藤崎台球場、佐賀・みどりの森県営野球場、山口・西京スタジアムなどである。2008年からは下関球場から北九州市民球場に場所を移して3年に1回のペースで行われる。なお、横浜の福岡市での主催試合は、洋松時代の1954年4月14日の中日ドラゴンズ戦以来。

##### 公式戦開催実績
- 2004年4月17日 横浜3-3中日 観衆：14,000

#### オリックス・バファローズ
1999年6月に、オリックス・ブルーウェーブ（当時）が梅雨時の雨天中止を避けるための措置として主催試合のホークス戦を行っている。詳細はこちらを参照。これは、営業優先との批判がオリックスファンから起こり、集客も普段のホークス主催の時よりも1万人程少なかったためこの年限りとなった。

#### 阪神タイガース
2010年には、阪神タイガースが地元九州（長崎県佐世保市）出身でかつてホークスに在籍していた城島健司の入団から福岡でのファン拡大を狙ってオープン戦で1試合の主催試合を開催した（2010年3月20日 広島戦）。ただし、ホークスの開幕戦（日本ハム戦・札幌ドーム）と被り、多くのホークスファンが開幕戦のTV中継を優先したこと、城島の阪神移籍に対する反発などから観衆は7,394人と奮わなかったためこの年限りとなった。

##### オープン戦開催実績
- 2010年3月20日 阪神0-7広島 観衆：7,394 勝：前田健太 S：ジオ 敗：安藤優也

#### 埼玉西武ライオンズ
2021年、埼玉西武ライオンズは同年行われる日本シリーズにおいて、同球団が進出かつ、第6・7戦までもつれ込んだ場合、当球場を使用する可能性があった 。これは新型コロナウイルスの影響による、レギュラーシーズンの延長でクライマックスシリーズと日本シリーズの日程がそれぞれ1週間後ろ倒しになったため、同年11月27日と28日に『うたの☆プリンスさまっ♪』のライブイベントが西武の本拠地である埼玉県所沢市のメットライフドームで開催される予定であることに加え、西武の前身である福岡野球（西鉄・太平洋クラブ・クラウンライター）が福岡県を本拠地としていた歴史的経緯によるもの。西武主催による日本シリーズが福岡県内で開催された場合、58年ぶりになる予定だった 。
しかし、西武のクライマックスシリーズ進出の可能性が同年10月13日に完全消滅したことによって、西武主催の日本シリーズで当球場やメットライフドームを使用しないことが確定した 。

### 国際野球大会
2013年3月には『2013 WBC』第1ラウンドA組の試合が開催された。『第1回』・『第2回』大会の第1ラウンドは東京ドーム開催だったため、東京以外で初めて開催された。その直前には強化試合としてA組4チームとNPB球団（ソフトバンク・巨人）の対戦で計4試合が行われている。

#### 親善試合
2012年11月16日には侍ジャパンとキューバとの国際親善試合が開催された。

### 高校野球
2020年8月3日、新型コロナウイルスの影響で中止された第102回全国高等学校野球選手権大会の福岡県大会に代わって実施された「がんばれ福岡2020高等学校野球大会」福岡地区大会の決勝戦が行われ、県立福岡高校が福岡大附属大濠高校を4-3で下して優勝した。
全国高等学校野球選手権大会の福岡大会は2012年にも行われたほか、2018年にも開会式と北福岡大会・南福岡大会の開幕戦を行う予定があったが、梅雨前線に伴う大雨の影響により中止された。

## コンサート・イベント・その他
当ドームは見本市やコンサート会場としての利用も考えて設計されている。屋内コンサート会場としては九州最大規模であり、通称「5大ドームツアー（札幌・東京・名古屋・大阪・福岡）」と呼ばれるコンサートツアー開催地の1つになっている。

### 音楽イベント
- 『ドリームライブ in 福岡ドーム』（出演：井上陽水・甲斐よしひろ・財津和夫・武田鉄矢 他）

1993年4月10日に当ドームで最初に行われたコンサート。福岡県出身のミュージシャンが集まって行われた。
- 『Super Concert '99 in Fukuoka』 （出演：ホセ・カレーラス、プラシド・ドミンゴ、ダイアナ・ロス）

1999年7月28日に開催された。
- 『NUMBER SHOT』

2021年より開催。新型コロナウイルスの流行による観客のマスク着用での熱中症リスクなどを考慮し、これまでの会場であった海の中道海浜公園野外劇場から会場を変更。
- 『MUSIC BANK GLOBAL FESTIVAL』

24年12月14・15開催
- 『ゴールデンディスク賞』

2025年1月開催予定

### 単独コンサートを開催したアーティスト

#### 国内アーティスト（50音順）
- 安室奈美恵
- 嵐
- WEST.
- AKB48
- EXILE
- EXILE ATSUSHI
- EXILE TRIBE
- 小田和正
- Kis-My-Ft2
- King & Prince
- KinKi Kids
- GLAY
- globe
- 桑田佳祐
- サザンオールスターズ
- 三代目 J SOUL BROTHERS from EXILE TRIBE
- GENERATIONS from EXILE TRIBE
- SUPER EIGHT
- SixTONES
- すとぷり
- Snow Man
- SPEED
- SMAP
- SEKAI NO OWARI
- timelesz
- CHAGE & ASKA
- DREAMS COME TRUE
- AAA
- Nissy
- 乃木坂46
- back number
- Perfume
- 浜崎あゆみ
- BUMP OF CHICKEN
- B'z
- 氷室京介
- 福山雅治
- Hey! Say! JUMP
- 星野源
- MISIA
- ももいろクローバーZ
- Mr.Children
- 矢沢永吉
- ゆず
- RADWIMPS
- L'Arc〜en〜Ciel
- レペゼン地球
- ONE OK ROCK

#### 国外アーティスト（50音順）
- イーグルス
- エアロスミス
- エルトン・ジョン
- クイーン+ポール・ロジャース
- サイモン&ガーファンクル
- G-DRAGON
- JYJ
- Stray Kids
- SUPER JUNIOR
- ダイアナ・ロス
- 東方神起
- TOMORROW X TOGETHER
- TREASURE
- TWICE
- BIGBANG
- ビリー・ジョエル
- フィル・コリンズ
- BLACKPINK
- フランク・シナトラ
- ホイットニー・ヒューストン
- ポール・マッカートニー
- ボン・ジョヴィ
- マイケル・ジャクソン
- マドンナ
- ローリング・ストーンズ

### 例年開催される主なイベント
- 福岡県警察年頭視閲
- 次世代ワールドホビーフェア
- 福岡カスタムカーショー（2010年 -、それまでの福岡オートサロン中止に伴う代替イベントとして開始）[49]
- NPB12球団ジュニアトーナメント（2005、2006年、2010年、2014年）
- コミックシティ （年に3回程度開催される九州最大規模の同人誌即売会）[50]

### これまでに開催されたその他イベント
- レスリングどんたく in 福岡ドーム（新日本プロレス、1993年 - 1995年、2000年、2001年、2022年）
- 1995年夏季ユニバーシアード（開閉会式・野球が行われ、マラソンのスタートゴールにもなった）
- レスリングとんこつ in 福岡ドーム（DDTプロレスリング、2001年）
- 福岡オートサロン（2001年 - 2009年）
- ねんりんピックふくおか2005（2005年、総合開会式が行われた）
- プロ野球マスターズリーグ：所属する福岡ドンタクズの本拠地とされていた。
- 福岡国際らん展[51]
- FUKUOKA LOVE&COLLECTION（ラブコレ福岡）（2008年）[52]
- シティマラソン福岡：スタート・ゴール地点となっていた。
- 史上最大のワンピースイベント! 「ワンピースドームツアー」（2011年）[53]
- リアル脱出ゲーム あるドーム球場からの脱出福岡公演（2014年）[54]
- 進撃の巨人×リアル脱出ゲーム ある城塞都市からの脱出福岡公演（2014年）[55]
- ONE PIECE×リアル脱出ゲーム 頂上戦争からの脱出福岡公演（2015年）
- 第99回LCIコン（ライオンズクラブ国際大会、2016年）
- キングダム×リアル脱出ゲーム 大戦場からの脱出福岡公演（2017年）

### その他利用について
一般利用も可能で草野球では25万円（税別）から利用できる。また「PayPay ドームツアー」（以前はバックステージツアーと称していた）でフィールドやブルペン、ダグアウトなどを見学する事も可能である。案内はドームガイドによって行われ、「ドーム内見学コース」「OB解説付練習見学コース」「学習コース」が選べる。
映画『ガメラ 大怪獣空中決戦』（1995年公開）では、物語の進行にまつわる重要な舞台に設定されて登場。このドームの売りである開閉式屋根が題材に取り上げられた（演出上、左右を反転している）。一方、前年公開の『ゴジラvsスペースゴジラ』も福岡を舞台としていたが、『ガメラ』側との協議により同作品では福岡ドームを映していない。
フットボールではサッカーで浦和レッズが、オリンピア（パラグアイのクラブ）とのフレンドリーマッチを開催したことがある。
テレビ番組『はなまるマーケット』放送開始9周年（九州年）の2005年9月30日に、初めてのスタジオ外からの生放送として福岡ドームからの生中継を行った。
珍しい事例では2020年11月2日、直方市の大和青藍高等学校が新型コロナウイルスの感染拡大に伴い中止になった体育祭と文化祭の代替イベントを本ドームを借りた上で開催したことがある。

## 賞制度
福岡ドームで行われるプロ野球公式戦では、看板等に打球を当てると賞品が進呈される。主なものは下記の通り。なお一部の賞はホークス主催試合のみ有効で、ほぼ毎試合、試合開始前に紹介されている。
- 外野フェンスの右翼ポール際にある福岡銀行の広告には、グラブを持った同行のマスコットキャラクター「ユーモ」が描かれている。このグローブの箇所にダイレクトすなわちノーバウンドで見事に打球が当たると、同行から「ふくぎん賞」として賞金100万円が進呈される（後にマスコット全体、さらにマスコットを囲む楕円部分に拡大）。これまで、この制度で賞金を獲得したのは10人。

| 達成日        | 選手名                         | 対戦カード                |
| ------------- | ------------------------------ | ------------------------- |
| 2004年8月1日  | 柴原洋                         | ダイエー × 日本ハム       |
| 2006年3月26日 | 辻俊哉（ロッテ）               | ソフトバンク × ロッテ     |
| 2007年5月26日 | 田上秀則                       | ソフトバンク × 広島       |
| 2013年6月16日 | ジョン・ボウカー（巨人）       | ソフトバンク × 巨人       |
| 2015年8月11日 | 吉村裕基                       | ソフトバンク × オリックス |
| 2016年7月16日 | ボグセビック（オリックス）     | ソフトバンク × オリックス |
| 2017年7月22日 | 今宮健太                       | ソフトバンク × ロッテ     |
| 2023年8月20日 | 栗山巧（西武）                 | ソフトバンク × 西武       |
| 2024年4月4日  | グレゴリー・ポランコ（ロッテ） | ソフトバンク × ロッテ     |
| 2025年5月14日 | 西川愛也（西武）               | ソフトバンク × 西武       |

- 2022年より両翼ポールにマルタイの広告がつき、このポールに打球が当たると、同社から「マルタイ棒ラーメンポール賞」として棒ラーメン1年分が進呈される。これまで、この制度で棒ラーメンを獲得したのは4人。

| 達成日        | 選手名                             | 対戦カード              |
| ------------- | ---------------------------------- | ----------------------- |
| 2022年4月27日 | 中村晃                             | ソフトバンク × 西武     |
| 2023年5月30日 | 鵜飼航丞（中日）                   | ソフトバンク × 中日     |
| 2024年5月21日 | 海野隆司                           | ソフトバンク × 楽天     |
| 2025年7月27日 | ジョーダン・ディアス（オリックス） | ソフトバンク×オリックス |

- 打球がフェアゾーン内の天井に当たり、骨組みなどに引っかかって落下してこなかった際、記録は二塁打となり、賞金として現金500万円が進呈されるが、現在まで達成した選手はいない[注釈 13]。
- かつてライトスタンド上方にあったアサヒビールのパネル看板に打球が当たった場合は缶ビール10年分（3,650本）が打った打者に、また、レフトスタンド上方にあるヨドバシカメラのパネル看板に当たった場合には打った打者とその打球を拾った観客に1,000万ポイントが贈呈されることになっていた。しかし、広告パネルがあった場所に2010年シーズンよりライト・レフトウィングビジョンが設置され、アサヒビールの看板に打球を当てた選手は現れなかった。「ヨドバシカメラ」賞のみ継続され、エリア幅が広くなったものの、広告が表示されている時しか有効でなく、設置位置も遠いため、現在まで打球を当てた選手はいない。
- 2025年より、ライト側上部の田辺工業の広告に当てた場合、田辺工業賞として、新潟県産の美味しいお米1トンが贈呈される[58]。

## 福岡ドームにおける主な試合の記録
- 1993年4月2日、ダイエー対オリックス・ブルーウェーブがこけら落し。同日行われた千葉ロッテマリーンズ対日本ハムファイターズのオープン戦で、リック・シュー内野手（日本ハム）が福岡ドーム第1号本塁打を放つ。
- 1993年4月4日、ダイエー対日本ハムのオープン戦で日本ハムが5-0で勝利し、平成5年度パシフィックリーグトーナメントの優勝を決める。
- 1993年4月17日、福岡ドーム初の日本プロ野球公式戦。野茂英雄（近鉄）は村田勝喜（ダイエー）と投げ合い、1-0の完封勝利で福岡ドーム初の勝利投手となる。
- 1993年4月18日、ラルフ・ブライアント（近鉄）が若田部健一（ダイエー）から福岡ドーム公式戦第1号本塁打。若田部は4失点完投でホークス初の福岡ドームでの勝利投手、山本和範はホークス初の福岡ドームでの公式戦本塁打を記録。
- 1994年5月18日、槙原寛己（巨人）が対広島東洋カープ戦で完全試合を達成（槙原寛己の完全試合）[注釈 14][59]。日本プロ野球における平成時代唯一の完全試合である。
- 1997年5月7日、西武ライオンズがダイエーを相手に史上6度目の毎回得点を記録。
- 1999年6月13日、イチロー（オリックス）が最初で最後の三塁守備に就く（オリックス主催）。
- 1999年9月25日、ダイエーが日本ハムを5-4で破り、福岡にフランチャイズ移転後初のリーグ優勝を決める。
- 1999年9月30日、山本和範（近鉄）が現役最後となる試合に出場、現役最終打席で篠原貴行から決勝本塁打を放ち、篠原の勝率10割を阻止した。
- 2000年10月7日、ダイエーがオリックスを1-0で破り、パ・リーグ2連覇。
- 2000年10月27日、高橋尚成（巨人）が対ダイエーの日本シリーズでシリーズ史上初の新人投手初登板初完封勝利を達成。
- 2002年6月7日、メルビン・バンチ（中日）が対巨人戦で投手で初めて当球場で本塁打を放つ。
- 2002年10月6日、秋山幸二引退試合（対ロッテ戦）。
- 2003年5月21日、クリス・レイサム左翼手（巨人）が対ヤクルトスワローズ戦でアウトカウント勘違い事件を起こす。
- 2003年7月27日、ダイエー対オリックス戦でダイエーが32安打、オリックスが13安打を放つ。ダイエーの32安打は1チーム1試合の安打数として日本プロ野球新記録。また両チーム計45安打も1試合の安打数として日本プロ野球新記録。
- 2003年10月27日、ダイエーが日本シリーズで阪神タイガースを4勝3敗で破り、ダイエーとして2度目の日本一。この日本一は福岡県を本拠地とする球団が初めて地元開催の試合で決めたものとなった。また、この試合での引退を表明していた広澤克実（阪神）が、事実上の引退試合で日本シリーズ最年長本塁打（41歳6か月）を放ち、有終の美を飾る。
- 2004年10月11日、西武がプレーオフ第2ステージでダイエーを3勝2敗で破り、レギュラーシーズン2位から優勝。
- 2005年10月17日、ロッテがプレーオフ第2ステージでソフトバンクを3勝2敗で破り、レギュラーシーズン2位から優勝。
- 2006年4月15日、日本ハムが対ソフトバンク戦で3投手[注釈 15]の継投によるノーヒットノーラン（参考記録）を達成。延長戦での継投によるノーヒットノーランはプロ野球史上初[60]。
- 2008年3月20日、柴原洋（ソフトバンク）が西武の伊東勤以来14年ぶりのプロ野球史上2人目の開幕戦逆転サヨナラ本塁打を放つ。
- 2008年8月29日 - 31日、ソフトバンク対西武の同一カード3連戦が3戦連続で引き分けとなる。
- 2009年6月13日、ソフトバンクが2リーグ制度導入後通算4,000勝を達成[61]。
- 2010年10月19日、ロッテがクライマックスシリーズでアドバンテージ1敗含む4勝3敗でソフトバンクを下し、レギュラーシーズン3位から日本シリーズ出場権を獲得。
- 2011年11月5日、ソフトバンクがクライマックスシリーズで4勝0敗（アドバンテージ1勝含む）で西武を下し、日本シリーズ出場権を獲得。ホークスとしてリーグ内でのポストシーズンを制したのは前身の南海時代以来38年ぶり。福岡にフランチャイズ移転以降では2004年 - 2006年に行われたプレーオフも含め、ポストシーズン導入後7度目で初の制覇を果たした。
- 2011年11月20日、ソフトバンクが日本シリーズで中日を4勝3敗で破り、現球団名としては初、前身の南海・ダイエー時代を含めると8年ぶり5度目の日本一。
- 2012年6月24日、小久保裕紀（ソフトバンク）が対日本ハム戦で、プロ野球史上41人目となる2,000安打達成[62]。
- 2012年10月8日、西勇輝（オリックス）が対ソフトバンク戦でノーヒットノーランを達成。なお、この試合は両チームともレギュラーシーズン最終戦、また、小久保裕紀（ソフトバンク）の引退試合であった[63]。
- 2014年10月2日、ソフトバンクがオリックスに延長10回2x-1でサヨナラ勝ちし、3年ぶり通算18度目、現球団となって3度目のリーグ優勝を決める。
- 2014年10月20日、ソフトバンクがクライマックスシリーズで4勝3敗（アドバンテージ1勝含む）で日本ハムを下し、日本シリーズ出場権を獲得。
- 2014年10月30日、ソフトバンクが日本シリーズで阪神を4勝1敗で下し、現球団名として3年ぶり2度目、前身の南海・ダイエー時代を含め6度目の日本一。
- 2015年9月17日、ソフトバンクが西武に5-3で勝利し、2年連続通算19度目、現球団となって4度目のリーグ優勝を決める。9月17日の優勝決定は当時、パ・リーグ最速であったが、2017年、ソフトバンクが9月16日に優勝を決め記録を塗り替えた（優勝を決めた球場はメットライフドーム）。
- 2015年10月16日、ソフトバンクがクライマックスシリーズで4勝0敗（アドバンテージ1勝含む）でロッテを下し、2年連続で日本シリーズ出場権を獲得。
- 2017年11月4日、ソフトバンクが日本シリーズでDeNAに延長11回4×-3で勝利し、通算成績4勝2敗、現球団名として2年ぶり4度目、前身の南海・ダイエー時代を含め8度目の日本一。日本シリーズがサヨナラ勝利で決着したのは、1988年の日本シリーズ第5戦における西武以来29年ぶり史上4度目となった。
- 2018年10月31日、日本シリーズ第4戦でソフトバンクが広島に4-1で勝利し、2011年の日本シリーズ対中日第7戦での勝利以来、日本シリーズにおける本拠地球場11連勝となり、巨人が1970年から1973年にかけて達成した本拠地（後楽園球場）10連勝を超え日本シリーズ新記録達成[注釈 16]。
- 2019年9月6日、ソフトバンクの千賀滉大が育成出身選手として初のノーヒットノーランを達成。
- 2020年7月10日、ソフトバンクがダイエー時代から数えて当球場通算1,000勝を達成。
- 2020年11月25日、ソフトバンクが日本シリーズで巨人を前年に続き無傷のストレート4連勝で下し、現球団名として4年連続7度目、前身の南海・ダイエー時代を含め11度目の日本一。
- 2022年5月11日、ソフトバンクの東浜巨が対埼玉西武戦でノーヒットノーランを達成[64]。プロ野球史上84人目、95度目での達成となった。
- 2023年8月18日、ソフトバンクの石川柊太が対埼玉西武戦でノーヒットノーランを達成。プロ野球史上88人目、99度目、育成選手出身では史上2人目のノーヒットノーランとなった。

## 交通機関

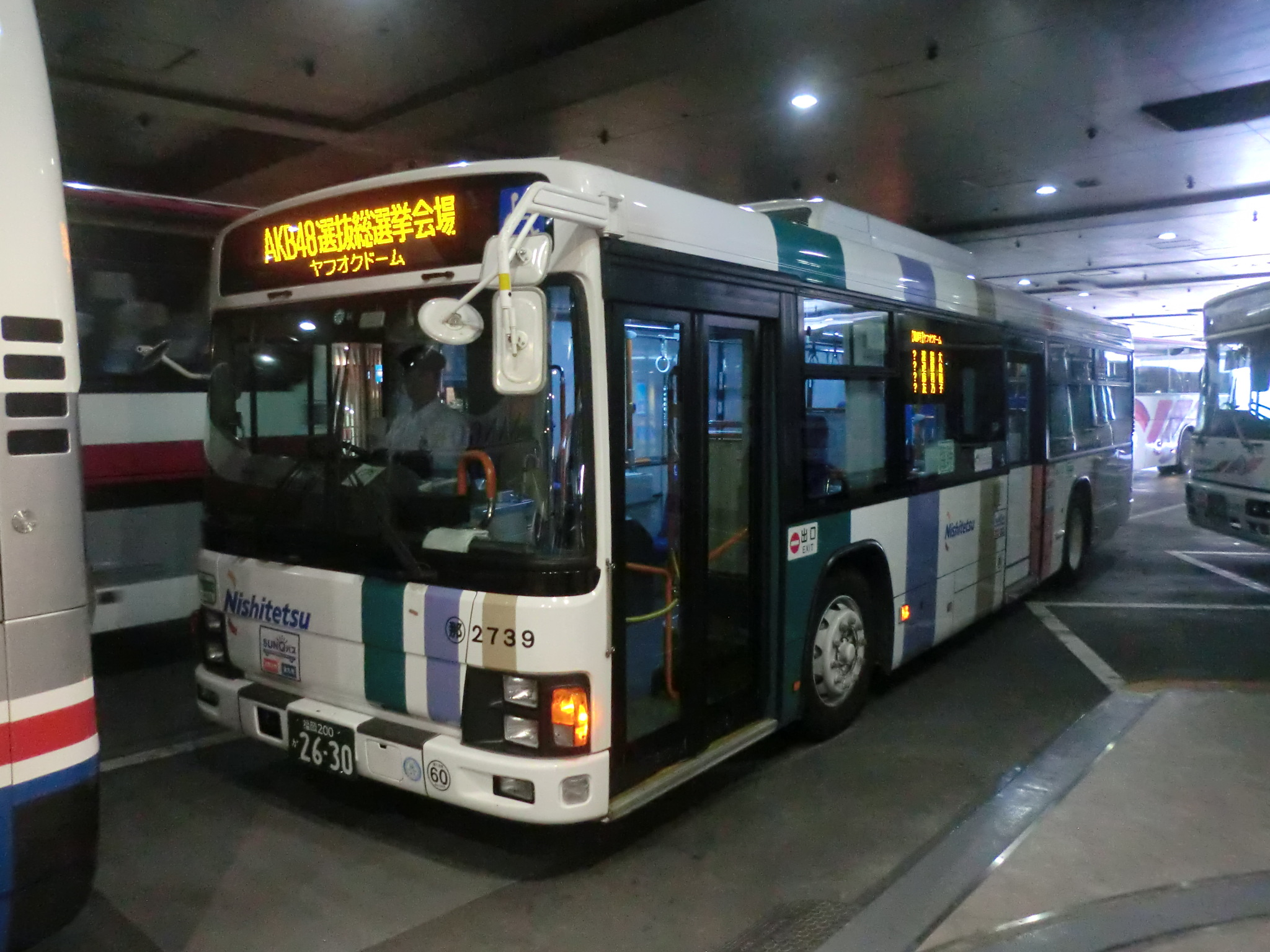
西鉄天神高速バスターミナルで発車を待つAKB48総選挙会場の福岡ヤフオク!ドーム行きの臨時西鉄バス

以下の記述は、福岡ソフトバンクホークス公式サイトのアクセスマップ、西鉄グループ公式サイトの臨時バス情報に基づく。ただし、ダイヤ改正により系統番号が変更、廃止になっている場合は一部修正している。
地下鉄
- 福岡市地下鉄 空港線 唐人町駅 3番出口より徒歩約15分

バス
以下のバス（すべて西鉄バスによる運行）で「みずほPayPayドーム」「九州医療センター」「ヒルトン福岡シーホーク」下車
- 天神地区から
  - 「西鉄天神高速バスターミナル前」1Aのりば「天神北(3)」のりばから300・301・W1番乗車

- 博多駅地区から
  - 「博多バスターミナル」1階6番のりばから306番乗車
  - 「博多駅前A」のりばから300・301・305番乗車

- 「福岡空港国内線ターミナル南」2番のりばから139番乗車
- 「西新駅」から10・15・54-1・94番乗車
- 「藤崎バスターミナル」1番のりばから1・1-5・2-9・306・W1

なお、プロ野球公式戦やコンサートなどの開催日では、博多バスターミナル1階6番のりば・西鉄天神高速バスターミナル3階6番のりばから直行臨時バスも運行される（上記の定期路線と異なり、ホークスタウン敷地内にある専用乗降場に直接乗り入れる）。他にも一部の公式戦やイベント開催日には、北九州（門司・小倉・黒崎地区）、久留米、日田、熊本から臨時高速バスが運行される（各方面から1往復程度）。
車
福岡都市高速道路環状線 百道ランプまたは西公園ランプより約5分。
- イベント開催時は駐車場が大変混み合うため、公共交通機関での来場を勧めている。
- ドーム敷地内に約1,700台収容の駐車場あり（通常時は時間制、野球・イベント時は定額制、夜間留め置き不可）。
- 近隣のコインパーキング利用も可能。

その他
　2024年夏現在、福岡市地下鉄空港線唐人町駅から高架構造で屋根付きの「動く歩道」の設置がホークスから福岡市などへ提案されている。